# 読売テレビ放送
読売テレビ放送株式会社（よみうりテレビほうそう、英: YOMIURI TELECASTING CORPORATION）は、読売中京FSホールディングスの連結子会社で、近畿広域圏（関西2府4県）を放送対象地域としたテレビジョン放送事業を行っている特定地上基幹放送事業者。 大阪府大阪市中央区に本社を置く在阪テレビジョン放送局。
通称は読売テレビ、略称はytv（ワイティーヴィー）。日本テレビ系列（NNN・NNS）の準キー局。コールサインはJOIX-DTV（大阪 14ch）、リモコンキーIDは日本テレビ系列で唯一の「10」。

## 事業所
- 本社 - 〒540-8510 大阪府大阪市中央区城見1丁目3番50号
- 京都支局 - 〒604-8162 京都府京都市中京区烏丸通六角下ル七観音町630番地 読売京都ビル5階
- 神戸支局 - 〒650-0023 兵庫県神戸市中央区栄町通1丁目2番10号 読売神戸ビル4階
- 東京支社 - 〒105-7420 東京都港区東新橋1丁目6番1号 日本テレビタワー20階[注釈 1]
- 名古屋支局 - 〒460-0008 愛知県名古屋市中区栄3丁目7番9号 新鏡栄ビル3階

出典

## 沿革

### 開局までの経緯
1953年、日本テレビ放送網（以下「日本テレビ」）は東京での開局に先立ち、大阪にも放送免許の申請を電波監理委員会に提出した。しかし、当時の大阪地区の割り当て電波は2波しかなく、NHK大阪放送局と大阪テレビ放送（OTV。現・朝日放送テレビ）の2局に免許が与えられ、"日本テレビ大阪放送局"の免許は却下された。
却下の理由は「日本テレビは東京地区を代表するもので、これが大阪で電波を出すのは"越境"である」というもの。読売新聞及び日本テレビを率いる正力松太郎は大阪の他、札幌・名古屋・福岡に同局の地域放送局を設立することを電波監理委員会に申請したが、これも大阪と同じ理由で却下された。
当時、読売新聞が東京から大阪に進出して、朝日新聞や毎日新聞などの大阪発祥の有力新聞社と販売競争で激しく競い合った（「読売新聞大阪本社」も参照）。大阪テレビ放送は朝日新聞・毎日新聞と朝日放送・新日本放送（現・毎日放送）によって設立されたテレビ局であることから、当時の大阪読売新聞社（現・読売新聞大阪本社）社長・務臺光雄は「両紙を相手に部数を伸ばすには、自社系列のテレビ局を持つ事が必要」と確信し、読売側も大阪読売新聞社を中心に関西の財界などの出資によるテレビ局を作ろうと決心。務臺が発起人代表となって、財界から発起人集めを行った。
放送局の社名は「新大阪テレビ放送株式会社」（しんおおさかテレビほうそう。略称：NOTV=New Osaka Television。『ノーテレ』と呼ばれた）とし、1957年2月に設立の発起人総会を実施。社屋は大阪市北区岩井町（現・東天満）の真宗大谷派天満別院境内の大半を借用して建設された。
1956年10月に放送免許の申請を郵政大臣に提出した。そして、1957年10月に準教育局として新大阪テレビ放送に予備免許が交付（第10チャンネル、JOIX-TV）された。1958年2月12日に創立総会を行い、同年8月1日に社名を「新大阪テレビ放送」から「讀賣テレビ放送株式会社」（略称・YTV、愛称・よみうりテレビ）へ変更、同月28日にOTVにネットされていた日本テレビの番組を完全移行させる形で近畿地区では2局目の民放テレビ局として開局した。
読売テレビの開局でこれまでOTVのクロスネット政策のため近畿地方に流れなかった日本テレビ番組のスポンサーの不満が解消し、読売新聞の西日本での部数増に大きく貢献した。
大阪を本社とする民放テレビ局（在阪テレビ局）のうち、唯一関西私鉄の資本が入らず、また読売新聞グループと野村証券関連会社で資本が構成されている。

### ネットワークの移り変わり
- 1958年（昭和33年）8月28日 - 開局。日本テレビ系列の第1号局として「ステーション・ネット局」を宣言。以降一貫して番組全般は日本テレビ主体となる。
- 1966年（昭和41年）4月1日 - ニュース系列NNNが発足し加盟。
- 1972年（昭和47年）6月14日 - この日発足のNNSに加盟。

### 年表

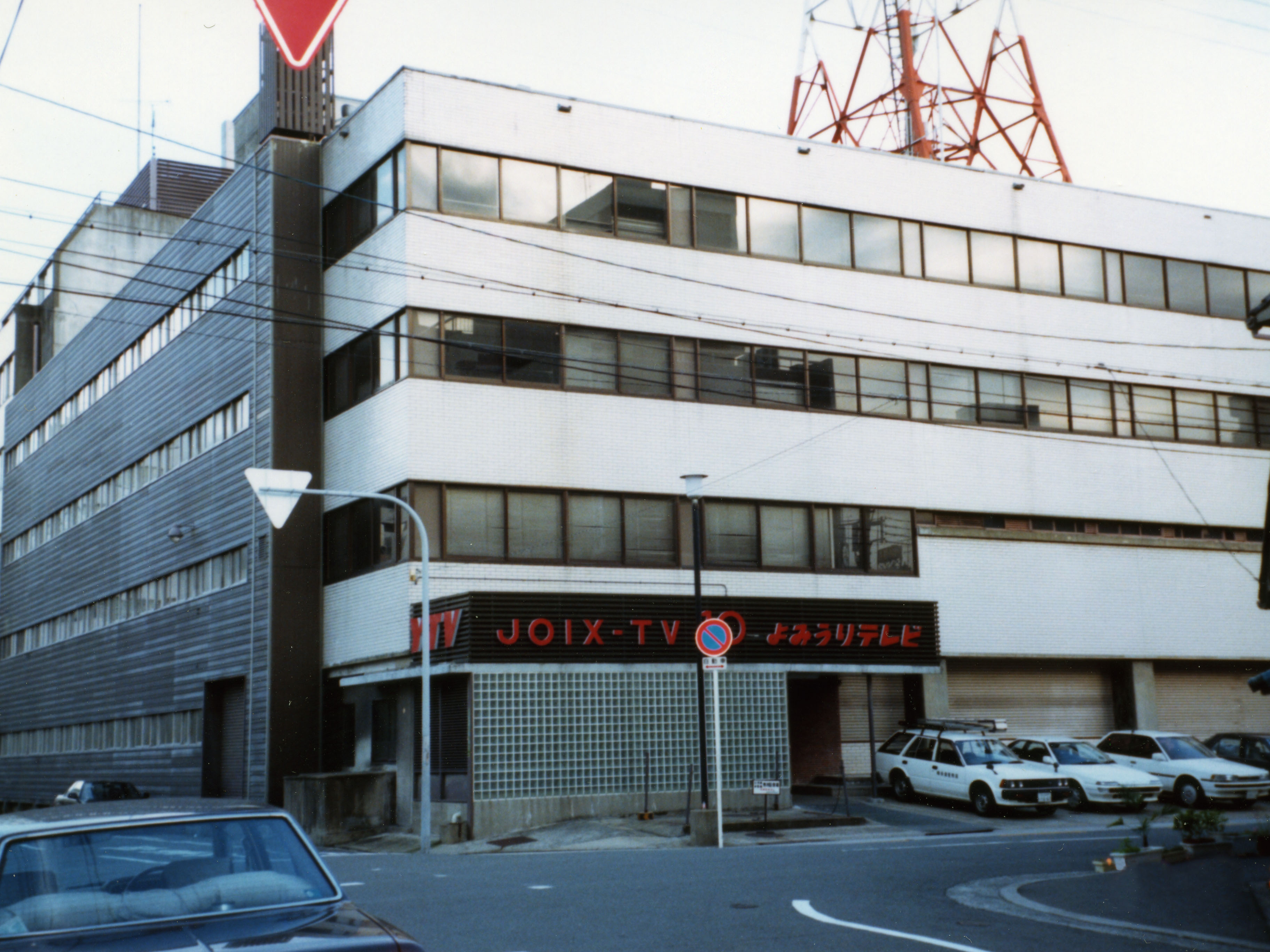
初代社屋（一部）、1990年頃解体済、跡地は2021年現在、駐車場として利用されている（1989年10月、大阪市北区東天満）
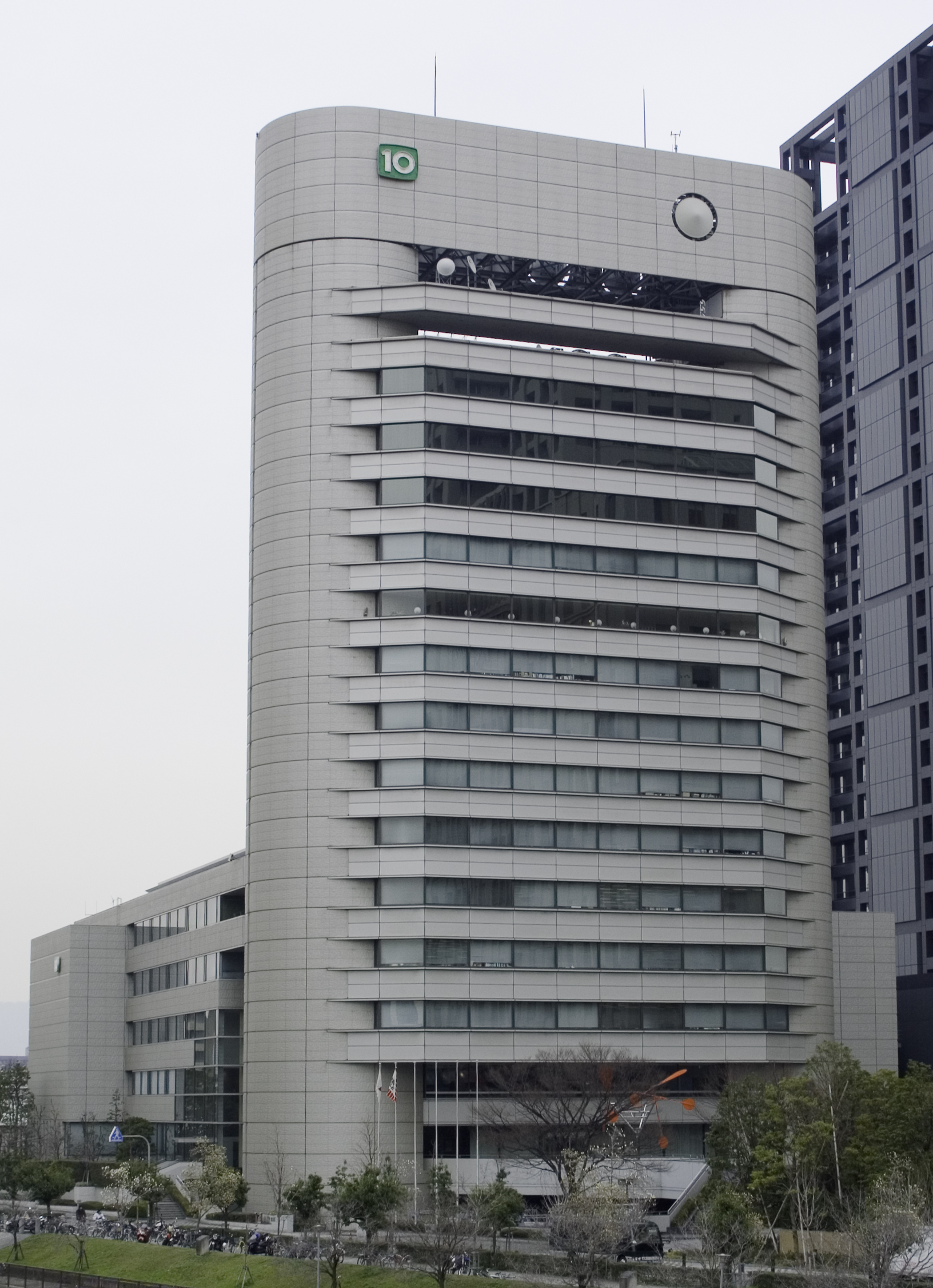
ロゴマーク変更前の2代目社屋（2006年3月）
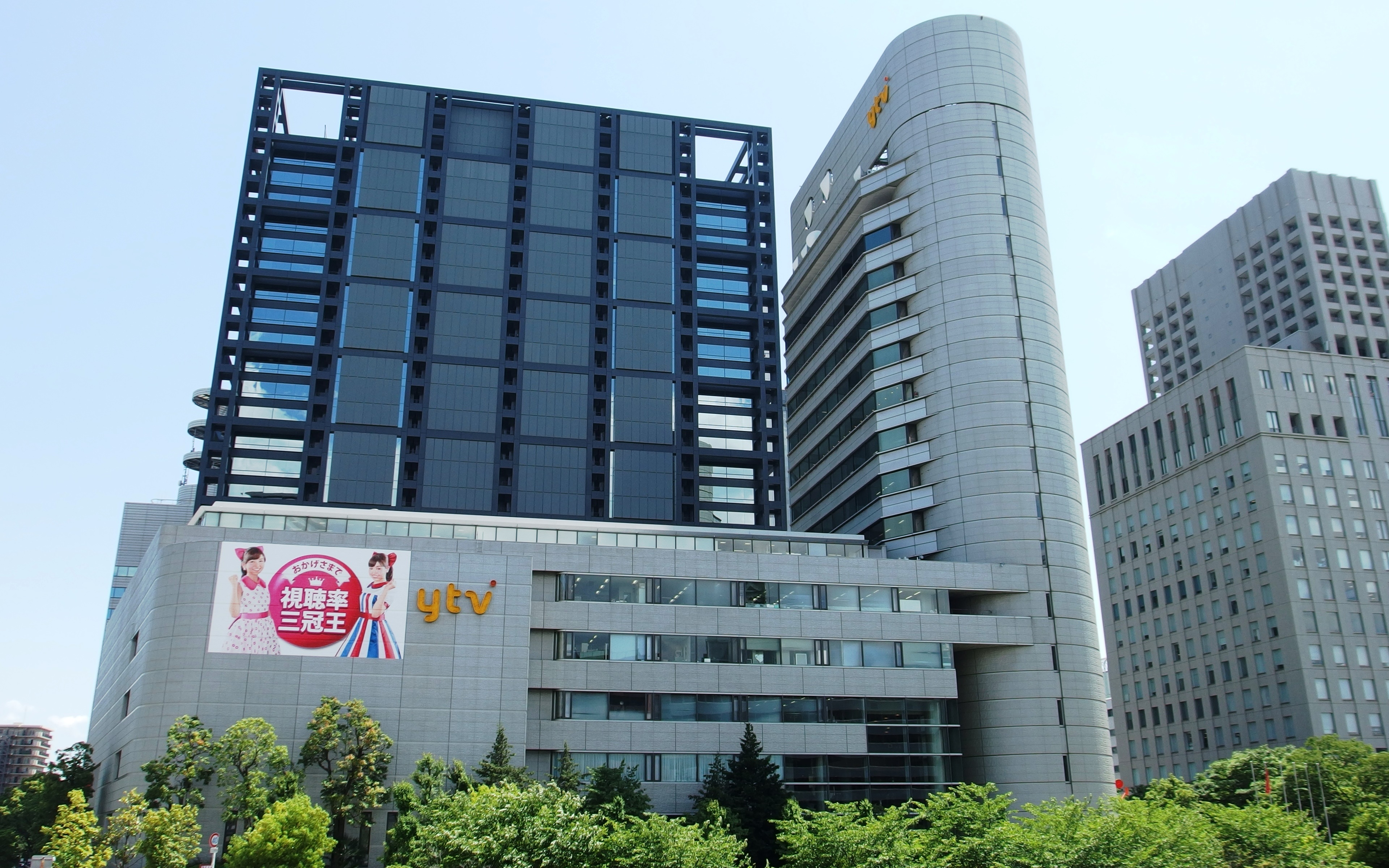
ロゴマーク変更以降の2代目社屋（2007年秋から2019年。黒い建物は大阪東京海上日動ビルディング）
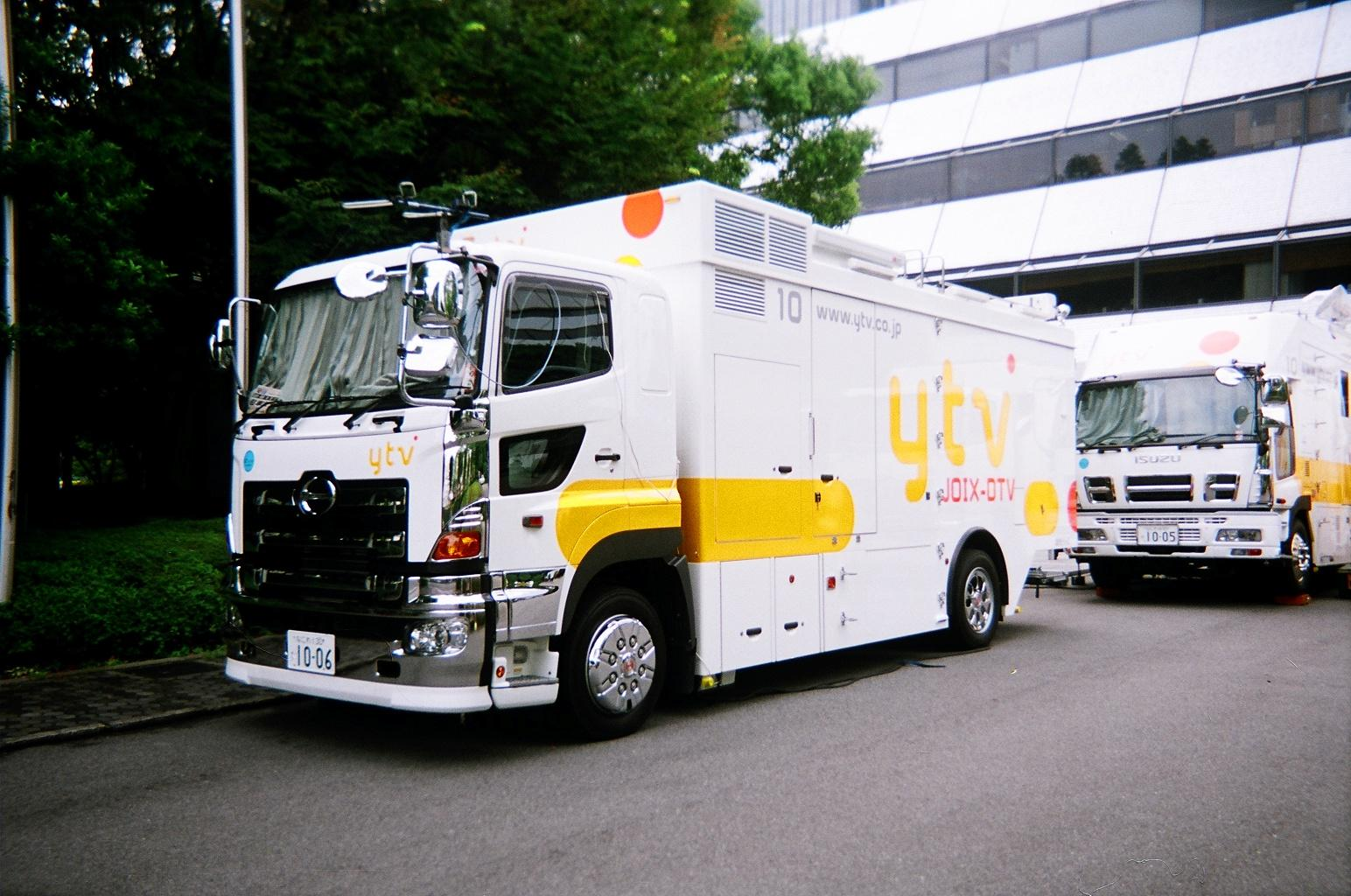
「ytv」の新ロゴが大きく描かれた読売テレビの放送機材運搬車（日野・プロフィア）

- 1956年（昭和31年）11月26日 - 10kWテレビジョン放送開設免許申請[7]。
- 1957年（昭和32年）
  - 1月14日 - 大阪読売新聞社（現・読売新聞大阪本社）内に創立事務所開設[7]。
  - 10月22日 - 予備免許交付。
- 1958年（昭和33年）
  - 2月12日 - 新大阪テレビ放送株式会社設立総会[7]。
  - 2月13日 - 大阪読売新聞社などの出資により、準教育専門局「新大阪テレビ放送株式会社」（NOTV）として設立。登記完了[7]。
  - 8月1日 - 商号を「讀賣テレビ放送株式会社」（YTV）に変更。
  - 8月3日 - 12時17分から試験電波発射[7]。
  - 8月16日 - 試験放送開始[7]。
  - 8月20日 - 本免許交付（呼出符号：JOIX-TV・呼出名称：よみうりテレビ）[7]。
  - 8月28日 - 9時[7]から、大阪市北区岩井町2番36号（後に住居表示実施に伴う町名変更により「東天満1丁目8番11号」に変更）から本放送開始（大阪 第2局）。それまで大阪テレビ放送（OTV、現在の朝日放送テレビ）にネットされていた日本テレビ（NTV）の番組を移行させる形で開局した。日本テレビ系列局の第1号として「ステーション・ネット局」宣言を打ち出す（フルネット局の嚆矢）[注釈 6]。
- 1959年（昭和34年）1月8日 - 早朝放送開始（8時から[注釈 7][7]）
- 1960年（昭和35年）
  - 1月20日 - カラーテレビ実験局の免許申請[7]。
  - 2月15日 - 米RCA社製の2インチのカラーVTRを導入[8][9]。
  - 3月31日 - カラー用スリー・ビデコン・カメラを設置。カラー放送開始へ向け、本格的な体制が整う。[9]
  - 9月2日 - 14時20分からカラー放送試験電波発射。[7][10]
  - 9月10日 - 郵政省近畿電波監理局の検査に合格し、13時15分[7]からカラーテレビ本放送開始（大阪地区ではNHK大阪放送局、朝日放送テレビと共に初）[注釈 8][11]。更に、日本初のカラースポット放送も開始する。[10]
  - 10月21日 - 米RCA社製のカラーテレビカメラを設置。カラー番組の自社制作を開始。[10]
  - 11月21日 - 米RCA社製のスタジオカラーカメラを導入。[12]
  - 11月30日 - 自社の第3スタジオの放送設備のカラー化が完了。[12]
  - 12月4日 - カラー中継車が完成。[12]
  - 12月13日 - 西日本初のスタジオカラーカメラによる音楽番組「ユア・カラーショー」を放送。[注釈 9][11][12]
- 1962年（昭和37年）6月10日 - 電電公社のマイクロ波使用のテレビ同時ネット回線が北陸下りルート（東京→北陸→大阪）にて初の（高規格）カラー化。これにより、日本テレビからのカラーでの同時ネット中継が可能となる。[13][14]
- 1963年（昭和37年）
  - 4月1日 - 電電公社のマイクロ波使用のテレビ同時ネット回線の東海道上りルート（大阪→名古屋→静岡→東京）が（高規格）カラー化[15]。これにより、日本テレビへのカラー同時中継が可能となる。
  - 12月1日 - 電電公社のマイクロ波使用のテレビ同時ネット回線の東海道下りルートが（高規格）カラー化。[16]
- 1964年（昭和39年）
  - 2月2日 - 宝塚歌劇場にカラーカメラを持ち込み、「宝塚歌劇50周年記念公演 - レビューへの招待」をカラーで中継放送。[17]
  - 3月8日 - 大相撲大阪場所の模様を、初めてカラーで中継放送する。[16]
  - 8月28日 - 開局6周年のこの日に、「カラー・キャンペーン・デー」として、1日6時間30分のカラー放送を行う。[17]
- 1965年（昭和42年）8月28日 - 開局7周年のこの日に、「カラー・キャンペーン・デー」として、自社制作の「ビクター歌謡ショー」を始め、1日7時間のカラー放送を行う。[18]
- 1967年（昭和42年）
  - 4月1日 - 日本テレビとの編成制作協定（N-Y協定）を締結。
  - 10月11日 - 東芝アンペックス社製の、2インチのハイバンドVTR(VR-2000)を購入、設置。[19]
  - 11月1日 - 準教育局から一般局へ移行[20]。
- 1970年（昭和45年）
  - 3月14日 - この日に開会式を迎えた大阪万博を記念し、当時、日本民間放送連盟に加盟する全民放テレビ局が初の共同制作かつ同時放送を行う番組「幕開く日本万国博」のホスト兼送り出し放送局となる。[注釈 10][21]
  - 10月4日 - 『遠くへ行きたい』放送開始。
- 1978年（昭和53年）
  - 9月20日 - 1インチVTRを導入。[22]
  - 9月22日 - 音声多重放送の実用化試験放送の予備免許を取得。[22][23]
  - 9月30日 - 音声多重放送の実用化試験放送の本免許を取得。[23][24]
  - 10月1日 - 音声多重放送の実用化試験放送を開始（日本テレビに続いて2局目。但し当初、ネット回線受けによる放送は2か国語放送のみで、ステレオは、ビデオ送りを含む自社送出のみ。）。[注釈 11][22][23][25]
  - 11月11日 - この日の自社制作番組で、西宮球場からの中継「日米野球第10戦」にて、自社制作番組初のステレオ放送を実施。[23][26]
  - 12月31日 - この日、日本テレビで全国ネットされた番組「ピンク・レディー汗と涙の大晦日150分!!」にて、ネット回線受けによる、初のステレオ放送を行う。[22][27]
- 1979年（昭和54年）
  - 3月19日 - この日から、毎週月曜日放送の日本テレビの生放送番組「NTV紅白歌のベストテン」が、レギュラーの同時ネット受け番組に於いて唯一、ステレオ放送を開始する(その他の番組は、同年8月8日から開始)。[28]
  - 8月1日 - この日の自社制作の全国ネット番組「2時のワイドショー」から、同時ネット回線でのステレオでの送り出しを開始。[注釈 12][29]
  - 8月8日 - 電電公社（当時、現・NTT）の東名阪及び北陸(金沢)回りに於いての、テレビ中継回線のステレオ化工事が完了[30][31]。これにより、自社でのネット回線受けのステレオ放送を全面的に開始する。
- 1980年代初頭に、サンリオで江村信一によってデザインされた「トッピー&クッピー」をマスコットキャラクターに起用し、約10年間にわたり使用された[32][33]。
- 1988年（昭和63年）
  - 8月1日 - 本社社屋を大阪市北区東天満から同市東区（現・中央区）城見2丁目2番33号の大阪ビジネスパーク（OBP）内に移転する。10マークの本格使用開始。
- 1989年（平成元年）4月1日 - クリアビジョン放送開始。
- 1993年（平成5年）
  - 6月6日 - 『大阪ほんわかテレビ』放送開始。
  - 10月21日 - 『ダウンタウンDX』放送開始。
- 1996年（平成8年）1月8日 - 『名探偵コナン』放送開始。
- 1998年（平成10年）- ペットキャラクターとして『アイニー君』を起用。（当時はI Need 10=アイ・ニー・ジューというスローガンがあった）
- 2000年（平成12年）7月1日 - マスコットキャラクター「テレビヤン」（テレビのブラウン管をモチーフにしたキャラクター。後に少しデザインのマイナーチェンジがなされた）がお目見え。
- 2003年（平成15年）
  - 7月13日 - 『たかじんのそこまで言って委員会』放送開始。
  - 12月1日 - 地上デジタル放送「よみうりデジタルテレビ」放送開始（JOIX-DTV、14ch）。本放送開始と同時にアナログ・デジタル統合マスターの運用を開始（マスターのメーカーもNEC製から東芝製に変更された）。
- 2005年（平成17年）7月29日 - 8月7日 - 天保山ハーバービレッジを会場とした大規模イベント「天保山10days わくわく宝島」を開催。
- 2006年（平成18年）7月31日 - 『情報ライブ ミヤネ屋』放送開始。
- 2007年（平成19年）4月1日 - 開局50周年を前に「ウキウキわくわくキャンペーン」を展開。CIを導入し、ロゴマークを原則として「よみうりテレビ」から「ytv」（報道関連、NNNの発信元テロップなど漢字表記する場合は「読売テレビ」）に変更した。また、3代目マスコットキャラクター「ウキキ」がこの日に誕生した。
- 2009年（平成21年）
  - 3月30日 - 『かんさい情報ネット ten!』放送開始。
  - 11月24日 - 東京支社が東京都港区東新橋の「日本テレビタワー」（日本テレビ本社ビル）内に移転。
- 2010年（平成22年）7月5日 - NHKと日本民間放送連盟の申し合わせにより、地上デジタル放送の移行を前提に、アナログ放送においての全番組が画角サイズ16:9のレターボックス放送に移行する（画角サイズ4:3で製作されたCMは除く）。また、同年の9月6日からアナログ放送の黒帯部分に地上デジタル放送の準備を啓発する告知をCM中を除いて常時表示されるようになった。
- 2011年（平成23年）
  - 7月24日 - この日正午をもってアナログ放送を終了。ブルーバックによる問い合わせ告知を流した後、23時59分ごろに特別クロージング[34]を流して23時59分59秒に52年7か月続いたアナログ放送が停波、デジタル放送に完全移行した。
  - 10月3日 - 日本テレビ系列局の全番組ステレオ放送化により、今までモノラル放送だった読売テレビ制作の番組が全てステレオ放送（一部はモノステレオ放送）に切り替わった。
- 2014年（平成26年）8月28日 - 大阪市中央区城見の大阪ビジネスパーク（OBP）の現社屋から南西へ約400メートル先にあるシアターBRAVA!（毎日放送所有、2016年春営業終了）の跡地に新社屋を建設することを発表。新社屋の敷地は大阪城の北東側にあり、敷地面積は1万2487平方メートルで現社屋の約1.5倍に広がる。新社屋は2016年秋に着工し、開局記念日に当たる2019年8月28日の稼動開始を目指す。なお、2代目社屋はパナソニックがすべて借り上げ、2020年5月7日より社内カンパニー「コネクティッドソリューションズ社」を移す[35]。また、名称が「ytv京橋ビル」に変更された。

- 2018年（平成30年）

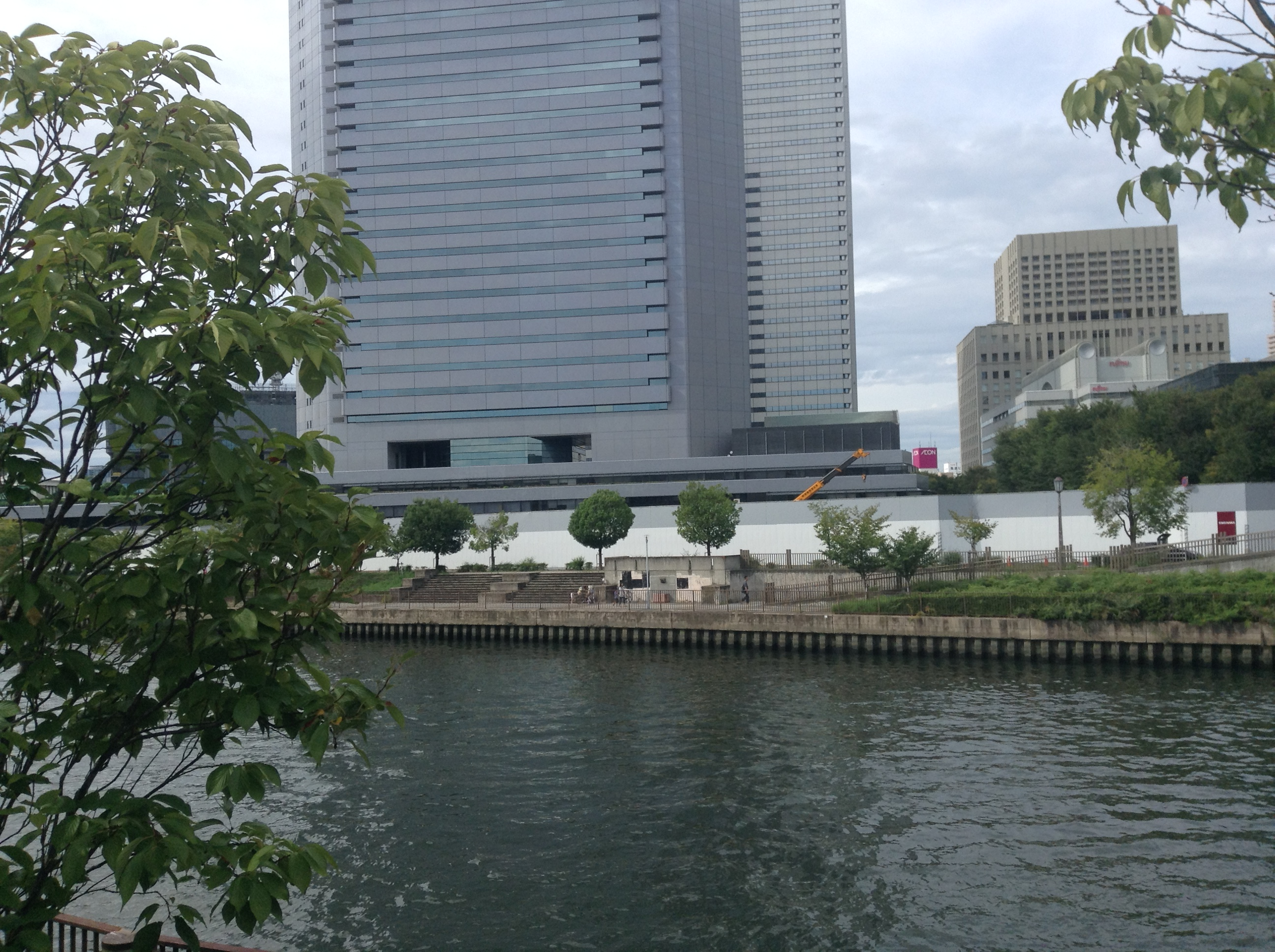
2016年9月時点の3代目社屋建設地の様子

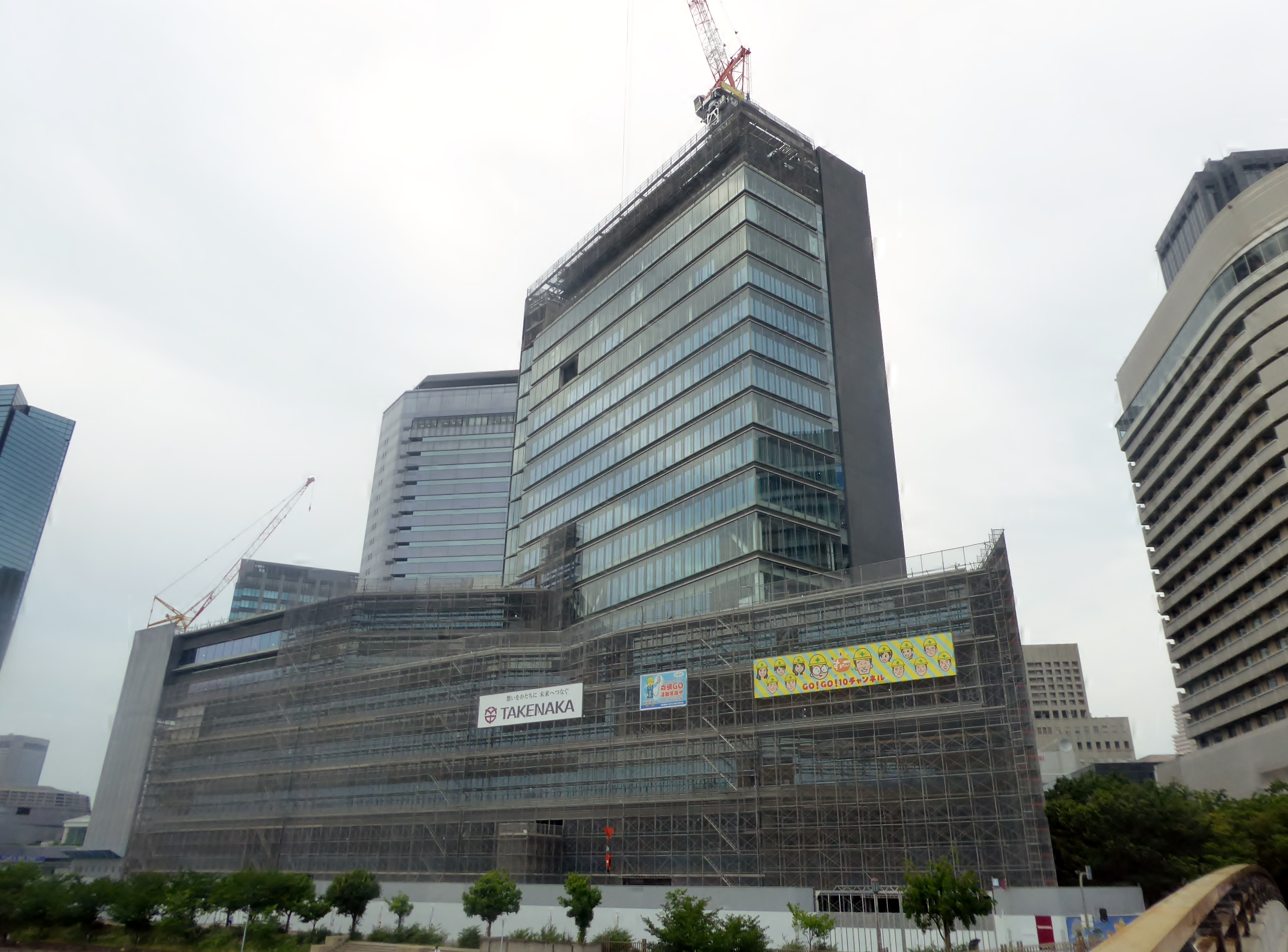
2018年6月時点の3代目社屋建設地の様子

  - 4月2日 - 新マスコットキャラクターの「シノビー」&「ニン丸」が誕生。
  - 6月22日 - 株券不発行会社への移行[36]。
- 2019年（令和元年）9月1日 - 3代目社屋（大阪市中央区城見1丁目3番50号）にて放送開始[37][38]。同時に「NNS標準営放システム」サービス提供開始[39]。
- 2022年（令和4年）
  - 4月 - 本社、ytv京橋ビル、生駒送信所で使用する電力を、実質100％再生可能エネルギー由来のものに切り替える[40]。
- 2025年（令和7年）
  - 4月1日 - 当社と中京テレビ放送、福岡放送、札幌テレビ放送が経営統合し、読売中京FSホールディングス（FYCSHD）が発足。当社はFYCSHDの傘下となる[41][42]。同日、讀賣テレビ放送株式会社の商号を読売テレビ放送株式会社に変更する[43]。

## 社史・記念誌
読売テレビでは、会社の歴史をまとめた本（書籍）として以下の4冊を発行している（2021年1月時点）。
- 近畿の太陽 読売テレビ10年史（読売テレビ社史編集委員会・編集） 1969年3月21日発行、467ページ[44]。
- よみうりテレビの20年 写真と証言（よみうりテレビ開局20周年記念事業企画委員会・編） 1979年7月発行、146ページ[45]。
- 読売テレビ50年社史（読売テレビ50年社史編纂委員会 編纂） 2009年4月発行、343ページ。
- 読売テレビ60年社史（読売テレビ60年社史編纂委員会 編纂） 2019年4月発行、

## 社旗・略称・ロゴ
社旗は、読売新聞社のものと同じデザインである。ただし、文字の部分に関しては黒字で「読売（改行）テレビ」と表記される（読売新聞社は、赤字で「読売」と表記）。また色合いも読売新聞社の社旗は朱色に近い赤色だが、読売テレビの社旗はワイン色に近い赤色になっている。
初代のロゴ表記には、大文字の“YTV”と斜面の“よみうりテレビ”の2種類があった。開局30周年の1988年8月からは10マークを本格導入し、「10マーク」と「よみうりテレビ」の使用が主となる（10マークは東天満旧社屋時代の1970年代からごく稀に使用されていた時期あり、1980年代頃より断続的に使用）。開局50周年記念の一環として、2007年4月から、小文字の略称新ロゴ「ytv」を導入し、NNS全国ネット向け・関西ローカルを問わずほぼすべての番組で表示することになった。但し、日本テレビから送出されるNNNの各種ニュース番組及びCS放送日テレNEWS24の取材クレジット表示は「読売テレビ」としている。
ローカル放送と一部全国ネット番組ではペットキャラクター（1996年 - 2000年はアイニー君、その後2007年3月までテレビヤン）をクレジットに併記していた。クレジット表示はアイニー君の場合は「制作・著作 （左にアイニー君のイラスト）よみうりテレビ」、テレビヤンの場合は「制作・著作 よみうりテレビ（その右にテレビヤンのイラスト）」だった。

### 愛称としてのよみうりテレビ

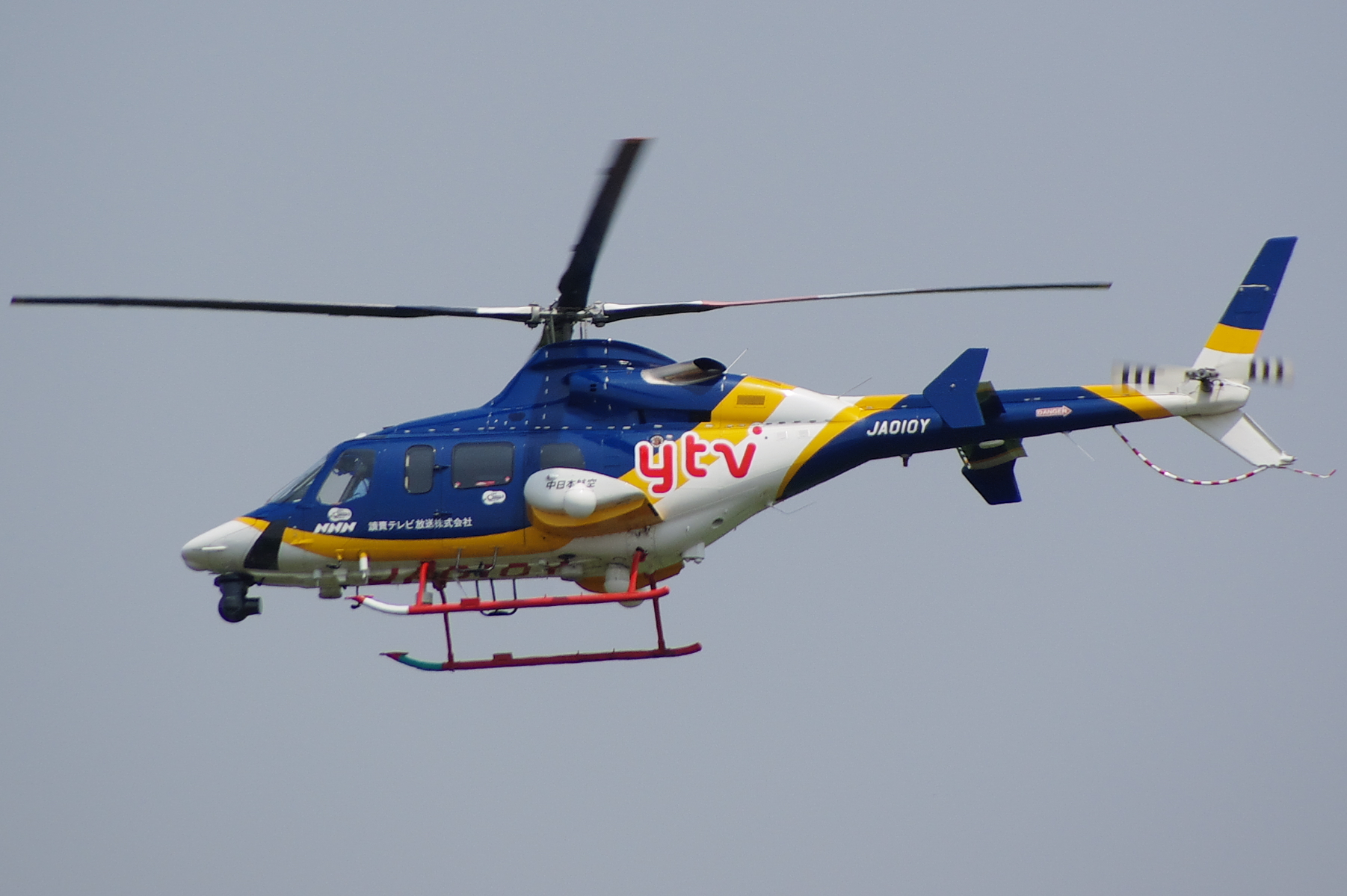
新ロゴ「ytv」と正式社名「讀賣テレビ放送株式会社」が併記された取材用ヘリコプター（JA010Y、2009年5月撮影）

開局から2007年3月まで、自社制作番組のクレジットは関西ローカル・全国ネットを問わずにひらがな表記の愛称「よみうりテレビ」と表記していた。
ただし、番組等以外の事業に関しては「読売テレビ」或いは「読売テレビ放送」と表記されていた（被ネット局側がロゴ出しをした場合の例外あり）。実例として1990年代後半に広島テレビ（HTV）が阪神vs広島戦を実況を差し替えて中継した際に制作・著作ロゴをHTV側で送出したため、「制作著作 広島テレビ・読売テレビ」と漢字で表記されたケースがあったが、平仮名で「広島テレビ・よみうりテレビ」と表記した場合もあり、表記ゆれがみられた。また、過去には山口放送（KRY）制作の『防府読売マラソン』でもネット局のロール表示の際に漢字ロゴが使われたケースもあった）。青森放送（RAB）が制作・中継し、本局も制作協力する『青森県民駅伝競走大会』（青森放送本社所在地の青森市内で毎年9月開催。ただし、2020年と2021年は未開催）のエンドロールでは「読売テレビ」と表記している。
見解としては「番組関連の表記は『よみうりテレビ』、事業関連や一般的な表記としては『読売テレビ』、そして事務的な場合など正式な企業名を表記する必要性がある場合に限り『読売テレビ放送』と使い分け」ていたようである。
社章（バッジ）については、開局から1982年までは楕円の中に“YTV”ロゴを入れたものが用いられたが、開局25周年の1983年からは、長方形の中に“Y”と“O”を幾何学的にあしらったものに変更された。
テレビカメラなど、一部の放送機材や一部の送信所でも「読売テレビ」と表記しており、放送機材にも現行のロゴを使用している。また、2代目社屋玄関前に2002年に建立され、その後は3代目社屋8階の「shiro terrace（シロテラス）」に移設された江戸川コナン像の台座に記された「よみうりテレビ」ロゴは、2007年4月以降も修正されずそのままである。なお、『名探偵コナン』のアフレコ台本の表紙には2024年現在でも「よみうりテレビ」ロゴが残されている。

### ytvへの移行
新ロゴマークは、黄色のytvの右上にチャンネル数10（テン）を表すオレンジ色の点（テンボール）をデザインしており、ytv・となる。なお、2008年は同年8月28日の開局満50年を記念して1年間限定でytv・50thと表記した。また、2013年も開局55周年を記念して1年間限定で55のオレンジボールも用いられていた。2018年4月から2020年3月までは開局60周年を迎えることで扇子に「60」が入ったロゴマークが起用された。これを機に段階的に「よみうりテレビ」ロゴと「10」マークが廃止された。長年使用していた影響からか、「よみうり」ロゴ廃止後も「よみうりテレビ」の記述が見られる。なお、略称表記について公式には、CI導入に伴い小文字の「ytv」へと改められたが、表記上は大文字の「YTV」でも問題はない。
2008年4月以降、番組関連での「制作クレジット」「番組宣伝ポスター」「社名“マーク”」としては「ytv・」を用い、「社名」を表示する時には「読売テレビ」もしくは「読売テレビ放送」を使用するようにしている（今後も各種メディア等によっては、「よみうりテレビ」と表記される場合もある。）。なお、登記上の社名はかつて開局以来、「読売」が旧字体の「讀賣」となっていた（鹿児島読売テレビや、かつての大阪読売新聞社も同様）。
この他、ニュース記事や新聞記事などの記事タイトルでは「読テレ」と表記される場合があるほか、同社を指す呼び方は自然発生的にいくつか存在している。
2013年に開局55周年を迎えた際、ロゴマークの後ろに笑顔のボールが付け加えられた記念ロゴが使用された。ボールの中に55の数字で笑顔を表し、読売テレビの番組で視聴者に笑顔に届けるという意味を込めたものとなっている。
また、デジタルテレビのEPGでは2007年3月31日までは"よみうりテレビ"と表記されていたが、同年4月1日からは"読売テレビ"に変更されている。なお、2011年7月25日0時前のアナログ波停波直前の画面の局名は「よみうりテレビ」と表示された。
再放送番組に関しては基本的に旧ロゴのままだが、『ルパン三世 PARTIII』の再放送用素材、『名探偵コナン』の再放送デジタルリマスター回は、制作会社のトムス・エンタテインメント側が「東京ムービー新社」・「東京ムービー」表記を現社名に改めた物を作成した際、「よみうりテレビ」ロゴを「ytv」ロゴに改めた上で表記している。

### 新聞などのテレビ欄
- 新聞のテレビ欄は、株主である読売新聞とその系列のスポーツ報知は2014年6月8日付まで「よみうりテレビ」と表記されることが多かったが、読売新聞は同年6月9日付夕刊（スポーツ報知は同月10日付）以降、その他の新聞やテレビ情報誌と同様に「読売テレビ」（又は単に「読売」）と表記されることが多くなった。
- スポーツ報知（大阪本社版）のテレビ欄には、本局の番組欄の左端に長年に渡って縦長サイズ（テレビ番組表のサイズ）で「今夜の見もの」として連日一つの番組を紹介する広告を掲載している。また2007年4月から産経新聞の夕刊（大阪本社版）のテレビ欄に「読売テレビの今夜の見もの」という広告を連日掲載していたが、2008年4月からは明朝の『ズームイン!!SUPER』の番組内容紹介（ytvローカルパート）に変わった。
- 三重県（熊野市など東紀州・伊賀市・名張市）・滋賀県全域・和歌山県（新宮市）の中日新聞テレビ欄では「読売YTV」と表記されている。

## キャッチコピー
- テレビは読売、新聞も読売（1958年開局当時）
- みんなのテレビ（1968年 - 1980年）
- ハロー10ch（1980年 - 1995年） - サンリオが製作したマスコットキャラクター「トッピー＆クッピー」が存在していた。
- あしたのテレビへ。その1。OPEN（1995年 - 1996年）
- よみうりテレビは、あなたに「ぴたっ」とします。（1996年）
- i need 10（1997年 - 2000年）
- テレビヤン（2000年 - 2006年）
- ウキウキわくわくytv（2007年 - 2012年）
- GO!GO!happiness（2013年 - 2020年3月）
- ゴー!ゴー!10ch（2014年 - 2020年3月）

## 資本構成
企業・団体は当時の名称。出典：

### 2025年4月1日
| 株主                       | 比率 |
| -------------------------- | ---- |
| 読売中京FSホールディングス | 100% |

## 番組
- ニュース…『情報ライブ ミヤネ屋』、『かんさい情報ネットten.』、『す・またん!』などを報道局が制作。
- スポーツ番組…『超プロ野球 ULTRA』などをスポーツ局が制作している。
- バラエティ番組（全国ネット版）…『鳥人間コンテスト選手権大会』や『ベストヒット歌謡祭（旧・全日本有線放送大賞）』などは制作局が制作。『ダウンタウンDX』や『秘密のケンミンSHOW→秘密のケンミンSHOW極』などは制作局東京制作センターが制作している。
- バラエティ番組（ローカル版）…制作局が制作している。主に『大阪ほんわかテレビ』や『そこまで言って委員会NP』、『上沼・高田のクギズケ!』など。
- ドラマ … 制作局東京制作センターが制作している。
- アニメ … コンテンツ戦略局アニメーションセンターが制作している。主に『真・侍伝 YAIBA』や『名探偵コナン』など。

### 特色
平日は以下の様に早朝から19時まで、生放送の報道・情報番組を中心にして放送されている。
（不定期で休止することがあるが、『日テレNEWS24』→）『おてんきシノビー』（5:02 - 5:10）→『す・またん!』（5:10 - 6:54）→『ZIP!』（6:54 - 9:00〈一部時間帯は『す・またん!』の出演者・体裁による関西ローカルの内容に差し替え〉）→『DayDay.』（9:00 - 10:55、金曜は10:25）→各曜日別番組（10:55（金曜は10:25） - 11:25）→『NNNストレイトニュース』（11:30 - 11:45）→『ヒルナンデス!』（11:55 - 13:55）→『情報ライブ ミヤネ屋』（13:55 - 15:50）→『かんさい情報ネットten.』（15:50 - 19:00）→『〈17:53 - 18:15は『news every.・第3部』のNNN枠〉は

### 深夜自社枠
火曜日未明<月曜日深夜>に設けられている深夜アニメ枠（2019年より土曜日未明<金曜日深夜>も深夜アニメを編成）以外は、日本テレビ番組や自社制作番組の再放送や、映画・連続ドラマの宣伝や告知番組の放送に充てられている。開始時間も当日の編成により遅れる事がある。
| 月曜日 （日曜日深夜）            | 火曜日 （月曜日深夜） | 水曜日 （火曜日深夜）            | 木曜日 （水曜日深夜）            | 金曜日 （木曜日深夜）      | 土曜日 （金曜日深夜）              | 日曜日 （土曜日深夜）    |
| -------------------------------- | --------------------- | -------------------------------- | -------------------------------- | -------------------------- | ---------------------------------- | ------------------------ |
| サンデースクエア （1:32 - 2:32） | MANPA （1:59 - 3:43） | 火曜ナイトパーク （1:59 - 4:01） | 水曜スターナイト （1:34 - 2:41） | ドラマDiVE （0:54 - 1:24） | 金曜日はシンデレラ （1:36 - 2:11） | 再放送枠 （1:02 - 1:37） |

- 火曜日未明<月曜日深夜>の『MANPA』では番組冒頭に枠タイトルのアニメーション映像が10秒間（2022年4月から1年間は放送なし）、また金曜日未明<木曜日深夜>の『ドラマDiVE』では同じく番組冒頭に枠タイトルの映像が5秒間放送されるが、それ以外については枠タイトルは事実上EPGのみの使用であり、放送では枠タイトルの表示などはされていない。2024年9月以降は火曜日未明<月曜日深夜>の『MANPA』と金曜日未明<木曜日深夜>の『ドラマDiVE』以外はタイトル名は使用していない。
- EPGでは枠タイトルでまとめて掲載され、枠内で放送する番組の開始時刻も表記されないため、一つの番組（特に枠後半の番組）だけ視聴もしくは録画予約したい場合の障害となっている（かつては新聞の番組表（アナログ放送時代はGコードも）でも枠タイトルでまとめてもしくは枠タイトルのみで掲載されていたが、2010年頃から火曜日未明<月曜日深夜>以外は新聞の番組表では独立番組扱いとなっている。しかし火曜日未明<月曜日深夜>のみ新聞の番組表でも枠タイトルの表記で、枠内の番組開始時刻は表記されていない）。

### NNS全国ネット向け
- 長年に亘って平日14時台を中心とした生放送ワイドショー番組を放送している。現在の『情報ライブ ミヤネ屋』は元々関西ローカルで夕方に放送されていた番組。2007年9月まで放送していた『ザ・ワイド』は日本テレビと共同制作の形を採った（詳細は『ザ・ワイド』参照）。
- 在阪の民放テレビ各局が制作を担当している土曜朝の番組枠（8時から9時台）については他局からかなり遅れる形で1990年4月に『これが問題!土曜8時』として参入。翌年（1991年）1月からは『ウェークアップ!』として、途中タイトルを変えながらも[注釈 15]34年間放送してきたが、2025年3月をもって該当時間帯からの番組制作から撤退。同年4月からは制作枠を土曜昼（12時から13時台）に移して『サタデーLIVE ニュース ジグザグ』として放送している[53]。
- プライムタイムの制作番組は、木曜日に21時の『秘密のケンミンSHOW→秘密のケンミンSHOW極』、同22時の『ダウンタウンDX』の2本を制作している。枠が連続していることもあり、近年では日本テレビの人気番組に倣い（例：『深イイ』×『しゃべくり』合体スペシャル）、この2番組の合体スペシャルを改編期を中心に放送されることもある[注釈 16]。また、『news zero』（日本テレビ制作 ※NNN最終ニュース枠）を挟んだ23:59には『木曜ドラマ』を制作しており、都合木曜日は3本の制作番組が並ぶ。
- 報道・情報系番組を除く3本の全国ネット番組は地上デジタル放送あるいはワンセグのデータ放送に対応している。
- アニメ枠は長年月曜19時台に編成されていたが、後述する2009年4月の改編で土曜18時と日曜7時に放送枠が変更された。2013年4月からは『シューイチ』の放送時間拡大によって『遠くへ行きたい』が日曜7時に放送されることになり、アニメの放送枠が土曜17時半に移動したため、土曜夕方に読売テレビ制作のアニメが2本連続放送されることになった。
- かつては月曜のプライムタイムにも制作枠があり、月曜22時台のドラマを担当していたが、極度の視聴率不振[要出典]が続いたため[注釈 17]、前者は2004年3月に終了後、日本テレビ制作番組と枠交換してバラエティ番組を制作していたが、2008年2月をもって撤退[注釈 18]、そして2009年4月改編で平日19時枠に帯バラエティ番組『サプライズ』がスタートした為、長年守り続けたアニメ枠までも枠移動を余儀なくされた。
- 深夜番組では『11PM』の火・木曜日分を担当して以来、現在の『プラチナイト』枠に至るまで全国ネット番組を途切れなく制作している。2008年10月2日より同枠にて、4年半ぶりに連続ドラマを放送している。2010年4月からは『サプライズ』終了に伴う19時台の同局制作枠廃止（枠を日テレに事実上返上）に伴い、読売テレビ発・全国ネットは木曜日に集中する事になる（夜間に関しては21時台・22時台と「木曜ドラマ」のみとなる）。
- 2020年1月期（1月 - 3月）から1年に1作[注釈 19]のペースで、読売テレビが日曜22時30分枠のドラマ枠の制作を新たに担当し、同局の連続ドラマ枠は既存の『木曜ドラマ』との2本体制となる[54][注釈 20]。

#### 全国ネットに相当する番組
完全な全国ネットではないが、『遠くへ行きたい』や一部の深夜番組が日本テレビを始めとした複数の系列局で放送されている。
日曜昼に放送されている『たかじんのそこまで言って委員会→そこまで言って委員会NP』は、関東などを除いた全国24局同時ネット で放送されている。日本テレビが番組ネットを打診したが、初代司会のやしきたかじんら出演者は「関東圏には流すな」と拒否、日本テレビでは放送されていないというエピソードを持つ。なお、番組はたかじん逝去および現タイトルに変更後の2016年からは自社の見逃し配信サービスで、2017年3月26日放送分からはTVerでも配信されるようになり、全国での視聴が可能となった。
ちなみに中京広域圏の中京テレビとの親交が深く、全国ネット化に先駆け『情報ライブ ミヤネ屋』を一足早く（2007年9月24日から）ネットした。この際『情報ライブ ミヤネ屋』に東京制作部のスタッフを派遣しており、2009年に始まったローカル番組『愛の修羅バラ!』ではレギュラー番組としては初めての共同制作を行っていた（現在は『上沼・高田のクギズケ!』）。そのほか、土曜朝の『あさパラ!』→『あさパラS』も同時ネットしている（他には2016年4月から広島テレビが同時ネットを開始している）。

### 関西ローカル番組
- 金曜19:00（※2015年3月までは、日曜22:30）からの『大阪ほんわかテレビ』や土曜16:00からの『土曜はダメよ!』などを制作している。
  - 1999年4月より日曜の昼に関西ローカルの情報バラエティ『ウラネタ芸能ワイド 週刊えみぃSHOW』の放送を開始し、一躍話題となる。同番組はキー局や地方局のワイドショーでは話せない芸能界の裏情報が満載の番組としてエリア外でも異名を轟かせていた。これに伴って1998年まで同時ネットされていた『防府読売マラソン』（山口放送制作）の中継を深夜放送枠の時差ネットで録画放送している。2009年から2010年までは中京テレビと共同制作の『愛の修羅バラ!』を放送。
- 関西ローカル向けのワイドショーを2001年10月から2009年3月まで平日の10時台に編成していたが、2004年に若年層をターゲットにしたなるみ・陣内智則司会の『なるトモ!』をスタートさせた。2005年10月から『なるトモ!』は日本テレビ・中京テレビ・広島テレビ・くまもと県民テレビでもネットされる事になり、念願の“東京進出”を果たす。関西発のワイドショーが関東でもネットされたのは『2時のワイドショー』→『Beアップル2時!』以来12年半振りであり、共同制作の『ザ・ワイド』で約1年間放送されていた大阪からのパートを含めると10年ぶりの事だった。しかし、日本テレビでの放送は僅か半年で終了した。
- 1990年代から日本テレビ系列の平日夕方時間帯（平日16・17時台）はローカル情報番組（帯番組）を編成している局（STV・FBSなど）が多くなっているが、読売テレビは長年夕方にはローカル情報番組を編成する事なく、1993年3月までは17:00からは連続ドラマの再放送などを行い、その後は「情報ライブ ミヤネ屋」が読売テレビで開始されるまでの実に13年に渡り、「サスペンス傑作劇場」という2時間ドラマの再放送枠で一定の視聴率[要出典]を保っていた。ローカル番組を編成するMBSテレビ（『ちちんぷいぷい』）や朝日放送テレビ（『ワイドABCDE〜す』や『ムーブ!』など）に対抗すべく2005年11月から毎週金曜日に元ABCアナウンサーの宮根誠司を司会に起用した自社制作の情報番組『激テレ★金曜日』をスタート。翌2006年7月31日からは再放送枠を廃止し、『激テレ★金曜日』を帯番組に発展させた『情報ライブ ミヤネ屋』を開始した。2007年10月1日から同年9月28日に終了した『ザ・ワイド』の後継番組として放送時間を13:55からに移動、全国ネットとなった。
- 以前は『おはようニュースマガジン』『元気モンTV』『あさイチ!』など平日早朝時間帯にローカル情報番組を放送していたが、2006年6月30日で一旦終了。7月3日からは日本テレビの『ズームイン!!SUPER』をフルネットし、その中で30分ほどのローカルコーナーを放送。2010年3月29日からは3年9ヶ月ぶりに早朝の自社制作情報番組『朝生ワイド す・またん!』を放送。
- 他の在阪局と同様に全国ネットではプロ野球中継のうち読売ジャイアンツ戦を関西地区では阪神タイガース戦中継に差し替えるケースが見られる（二元中継の場合もあり。2007年5月28日にはオリックス・バファローズ戦を中継）。
  - かつては阪神応援番組の先駆者的番組『週刊トラトラタイガース』を放送していた。現在は後述の『ZIP!』のローカルコーナー内で「ウル虎!Sports」を毎日放送している。
  - その一方で、関西地区の読売ジャイアンツファン向けの番組として『好きやねん、ジャイアンツ』を一時期放送していた。
- 毎年春と夏（後者は『24時間テレビ 「愛は地球を救う」』の開催当日）には朝9時半から夕方にかけて長時間の生ワイドスペシャルを企画しており、当該時間枠の生放送番組の拡大版が放送されている（2005年夏は放送なし）。また、『24時間テレビ』では長年、日本テレビ側で指定した時間帯を自社制作の内容に差し替える他の地域の系列局とは異なり、番組全体の半分程度を自社制作の内容に差し替えて放送し、エンディングのマラソンゴール直前から始まる楽曲メドレーと『サライ』の一部も関西各地の会場からリレーで締めの挨拶とスタッフロールに差し替えていた。近年はそのような事は無くなり他地域と同様に日本テレビで指定された時間帯でのみ自社制作の内容を放送している[注釈 22]。パーソナリティー（主にお笑い芸人だが、近年は日本テレビに倣って関西を拠点にするジャニーズ事務所のグループがパーソナリティを務める事が恒例になっている）も独自でキャスティングしている。
- 自社製作の深夜番組については、一部の番組を日本テレビ系列局にネットされており、日本テレビでは水曜深夜に3枠連続で当社製作番組を放送している。
- 1992年10月から放送された深夜番組『たかじんnoばぁ〜』は、関西地区で最高視聴率25.1%（占拠率56%）を記録し、読売テレビ深夜番組史上最高視聴率[要出典]を記録した（この記録は破られていない）。
- 1994年からは隔月で演芸番組『平成紅梅亭』を放送。関西の民放では数少ない上方落語を扱ったテレビ番組であり（在阪局では他に毎日放送の『らくごのお時間』がある程度）、2019年で放送開始25年を迎えた長寿番組である。

### アニメ
- 本局では1967年に放送が開始された紙芝居の名作をアニメ化した『黄金バット』でアニメーション制作に参入した。在阪局のアニメ参入は毎日放送に次いで2局目である。1974年には『宇宙戦艦ヤマト』を放送、再放送で大ブームを巻き起こす人気となり、最終的にはテレビシリーズ3作を制作している。
- 1990年代以降、諏訪道彦プロデューサー主導によるアニメ制作に力を入れており、諏訪がプロデュースした代表的な作品としては、1996年1月に放送が開始された『名探偵コナン』や『結界師』『金田一少年の事件簿』『犬夜叉』『シティーハンター』『YAWARA!』読売新聞朝刊に連載中の植田まさし作による4コマ漫画をアニメ化した『コボちゃん』などがある。NNS系列全国ネットのアニメを数多く制作しており、2000年代以降は『エンジェル・ハート』などの深夜アニメも手掛けている。特殊な例では『僕のヒーローアカデミア』の第2期以降の制作を同じ在阪局のMBSから引き継いでおり、以降のシリーズはすべて本局制作で放送している。
  - 本局発全国ネットのアニメ番組では、ポケモンショックを教訓とした視聴注意テロップ「○○からのお願い…テレビアニメを見るときは部屋を明るくして画面からはなれてくださいね（○○には基本“コナン”や“犬夜叉”、“ヤッターマン”といったメインキャラクターなどの名前が入る。また、「お願い」とは限らず『青のミブロ』は「ミブロの掟」、『真・侍伝 YAIBA』は「サムライの心得」となっている）」という他局では見られない特徴的な視聴の注意文を使用している[注釈 23]（日本テレビ制作の『それいけ!アンパンマン』および『MANPA』の読売テレビ制作関与以外の番組では単に「テレビアニメを見るときは-」という表示である）。
  - 視聴注意テロップについては全日のみ表示である。ただし、深夜については2007年10月に月曜夜7時枠から深夜に移動した『結界師』では表示された。一方、土曜夕方5:30に放送されていた『電波教師』の深夜での再放送（2015年7月 - 同年12月）では表示されていなかったが、同じく土曜夕方5:30に放送されていた『タイムボカン24』の深夜での再放送（2017年4月 - 6月）および『僕のヒーローアカデミア』（2018年1月 - 3月)、『名探偵コナン』の深夜での再放送（2020年12月30日・31日）、2018年4月期の『MANPA』第2部以降の作品では表示されている。
  - また午後7時からアニメ映画を放送する場合は視聴注意テロップが表示されていた（2009年春に枠廃止）が、日本テレビ発である『金曜ロードショー』でアニメ映画を放送する場合は表示されなかった。
  - 一部作品を除きオープニング・エンディングテーマの楽曲名の表示は、オープニング・エンディング冒頭で一回と途中スタッフのクレジットと共に一回出しているため、2回楽曲名が表示されるようになっている。
  - 1995年[注釈 24]から2009年まで、月曜7時台は本局制作のアニメ2本立てという編成が続いていたが、『結界師』が2007年10月改編で全国ネットから深夜枠へ移動（一部の局は打ち切り）となった。同年内いっぱいは『名探偵コナン』の1時間スペシャルや単発2時間特番で凌ぎ、2008年1月からはかつてフジテレビで放送された『ヤッターマン』のリメイク版を放送していた。
  - 2009年3月時点で、在阪局でゴールデンタイムにアニメ枠を持っていたのは本局のみだった（1996年までは朝日放送テレビも持っていた。MBSも1994年に1度全廃したが2005年に1年間だけ復活）。
  - 長らく本局の旧社屋前に『名探偵コナン』の主人公・江戸川コナンのブロンズ像が建てられていた。2018年秋に一旦撤去された後[注釈 25]、2019年2月から新社屋前に少年探偵団と灰原哀を加えた新デザインのブロンズ像が建てられた。従来のブロンズ像は新社屋8階の「shiro terrace（シロテラス）」に、指差す方向が旧社屋に向くように移設された。
- UHFアニメの参入は在阪局としては最後発で、2006年7月からの『無敵看板娘』で参入を果たし（この作品にも製作委員会に加わっている。しかし、関東圏の独立局と比べると放送時期は3週間程遅れていた）、これにより全ての在阪局及び近畿地方の民放テレビ局がUHFアニメを放送することになった。ただし、完全な外部製作のUHFアニメは2012年7月期の『薄桜鬼 黎明録』まで無かった。
  - 『無敵看板娘』以降は長らくUHFアニメの放送が無かったが、2008年7月より本局では2年ぶり、2本目となるUHFアニメ『乃木坂春香の秘密』以後はおおよそ1クール月と1 - 2本ほど続々とUHFアニメを製作している（『ぬらりひょんの孫』シリーズはBS11と共同で製作委員会に参加）。
  - 『名探偵コナン』や『僕のヒーローアカデミア』のスピンオフ作品[注釈 26]は製作委員会には参加しているが、全国ネットの放送ではなく本局を含め、TOKYO MXや、BS日テレの3局で放送されている。
- 1987年から1995年にかけて、学校の休み期間に『アニメだいすき!』と称した枠でOVAを集中して放送していたことでも知られる。
- 『それいけ!アンパンマン』の放送日時変更告知テロップは「（次回の放送日時）より放送します / お送りします」といったものではなく、「次回は（次回の放送日時）よりお届けします」という告知文になっている（視聴注意テロップと異なり、漢字にルビは表示されない。その後、2023年に漸く土曜早朝で定着した）。なお、深夜アニメでは放送日時変更告知テロップは表示されない。
- 系列会社のyteと連携している。
- 1960年代後半の日本テレビ系列のアニメには読売テレビ製作の作品が多いが、これは当時の日本テレビのアニメ担当プロデューサーだった藤井賢祐が新倉雅美（当時存在したアニメ製作会社「東京テレビ動画」の社長）から金銭の贈与を受けた[要出典]見返りに東京テレビ動画へ仕事を発注し、他社の企画を日本テレビ側が門前払い[要出典]していたため、やむなく読売テレビに企画を持ち込んで放送[要出典]していたという事情による。
- 上記の通り、2009年7月1日付で編成局にアニメ事業部が設けられている。アニメ専門の部署が設けられているのは在阪の民放テレビ局で唯一となる（在阪の他局では、朝日放送テレビの関連会社として「ABCアニメーション」が存在する。毎日放送・関西テレビ・テレビ大阪にはアニメ専門の部署や専らアニメに関する事業を行う関連会社は存在しない）。

### その他
- 関西圏の広域局では唯一、開局以来自社系のCS放送局を保有したことがない[注釈 27][注釈 28]。
- 関西圏の広域局では唯一、全国規模でのお笑いコンテストの主催実績が無い[注釈 29]。
- 社屋10階に社員食堂としてカフェテリアコーナーがあり、東側が食堂生駒、西側が喫茶コーナー六甲である。
- 在阪民放で唯一大株主に鉄道事業者が入らないが[注釈 5]、鉄道事業者での番組宣伝は積極的に行われており、特に西日本旅客鉄道（JR西日本）では大阪駅に専用ボードがあるなど改編期を中心に番組の中吊り広告を展開している。また、大阪環状線で1編成貸し切りのジャック広告を行う事もある。毎年夏から秋頃にJR西日本管内の特定地域[注釈 30]を舞台とした『名探偵コナンミステリーツアー』（但し1990年代は『金田一少年の事件簿』や『探偵学園Q』が扱われたことがある）が行われている。なお、読売テレビ本社の最寄駅である京橋駅は、JR西日本・京阪電気鉄道・Osaka Metroが乗り入れている。
- OBPへの本社移転後に、青森放送・テレビ岩手・長崎国際テレビの各大阪支社も本局内に移転した[55][56][57]。

### 日本テレビとの関係
在阪準キー局は在京キー局と対立しがちであるが、上記通り読売テレビは日本テレビや読売新聞社の意向を受けて設立された放送局という経緯もあって、両局の関係は対立が少ない方となっている。また、在阪準キー局4局で唯一系列・ネットワークの体裁が開局以来一貫して変わっていない。
かつては『お昼のワイドショー』（初期）、また『11PM』の火・木曜放送分を放送開始から終了まで制作を担当し（後継番組の『EXテレビ』でも）、2000年代においても『ズームイン!!SUPER』に当時同局解説委員の辛坊治郎がレギュラー出演したり、2009年4月 - 2010年3月まで放送された『SUPER SURPRISE』（開始当初のタイトルは『サプライズ』）においても、前述の『11PM』『EXテレビ』と同様、水曜放送分の制作を担当した。また2007年9月まで放送されていた『ザ・ワイド』では同局との共同制作を行い、前期は本局発の情報コーナーを設けたり、積極的に関西からリポーターの中継を入れたり、後期には当時同局解説委員の岩田公雄がレギュラー出演していた。また、『24時間テレビ 「愛は地球を救う」』では開始以来1992年まで本局が制作するコーナーを日曜午後の時間帯に放送していた。
本局制作の全国ネット番組（『どっちの料理ショー』など）に日本テレビのアナウンサーが出演したり、同じく本局制作の全国ネット番組の『ウェークアップ!ぷらす』や『情報ライブ ミヤネ屋』には日本テレビも協力し、同局の記者や解説委員も多く出演している。『ウェークアップ!ぷらす』においては、東京で出演するゲストを東京・汐留の日本テレビスタジオに招いてネットを繋いだり、インタビュー映像に出演する識者のコメントを同局で収録する等、積極的な交流がなされている（党首討論や立候補予定者の討論など、企画によって汐留のスタジオから全編生放送することもある）。
毎年春・秋の改編期に放送されている番組対抗特番（2021年現在は『日テレ系人気番組 春秋のコラボSP!』）には、読売テレビから『情報ライブ ミヤネ屋』や『秘密のケンミンSHOW』チームがゲスト出演している。深夜番組は日本テレビと共に同日ネットを行う番組が他局と比べて多い。
アニメでは本局と日本テレビの両局が関連している作品が多く、『天才バカボン』や『ルパン三世』のように両局が異なるシリーズを制作した例があるほか、『シティーハンター』や『名探偵コナン』のように日本テレビのスタッフが参加した作品も多い。2009年3月には日本テレビ55周年・読売テレビ50周年の両局の記念番組として『ルパン三世VS名探偵コナン』が放送され、2013年には続編として劇場映画『ルパン三世VS名探偵コナン THE MOVIE』も制作された。また『金田一少年の事件簿』はアニメ版を読売テレビ、ドラマ版を日本テレビが制作しており、両番組の放送期間が重複する時期には相互の告知放送が行われたことがある。
なお、読売テレビの東京支社は2009年11月24日に東京・汐留の「日本テレビタワー」（日本テレビ本社ビル）内に移転し、在京キー局の本社内に在阪準キー局の東京支社が入居する形となった。また、読売テレビを始めとする日本テレビ系列基幹局4社経営統合に伴い、2025年4月に設立し、同月以降は読売テレビの親会社となった読売中京FSホールディングスも同タワーに入居している。
小西美穂の様に報道などで評価され、本局から日本テレビに移籍する社員もいる。自社制作の深夜番組の多くは日本テレビにもネットされ、中京広域圏の中京テレビとも番組制作など（『特報!EXPOプレス』や『愛の修羅バラ!』等）で積極的に協力がなされている。
一方で、他の在阪局同様に日本テレビとは異なる番組編成を取る時間帯も少なくなく、中には先述の『そこまで言って委員会NP』等の様に出演者の猛反対を受けた等の理由で日本テレビにはネットされない場合もある。また年3～4回行われる『笑点』の地方収録誘致にも消極的な姿勢を取っており、近畿地方での同番組の収録は長年行われていない状態が続いている（ただし、特番などで上方の落語家が出演したことはあるほか、前半の演芸コーナーでは上方の芸人が時折出演する。逆に、同局の『平成紅梅亭』にも笑点メンバーを筆頭に東京の落語家が出演することがある）。
そして、1980年代後半から1990年代前半頃にかけて日本テレビ制作のアニメ作品のネットに消極的な時期があった。
日本テレビ系列で平日夕方5時台に放送されたアニメは、当初は同時間帯で放送されていた。しかし1988年10月から当該時間でローカル番組『ざまぁKANKAN!』の放送が開始されると、同年4月の開始当初は同時ネットだった『トランスフォーマー 超神マスターフォース』（火曜17時）と、『魔神英雄伝ワタル』（金曜17時）は火曜と金曜16時台に移動、その3ヶ月後の1989年1月に平日の朝の10時台に放送時間が変更され、次番組も含めて1年間は当該時間での放送が続き、その後は枠を減らしながら1990年4月以降は平日の早朝5時台に、最終的には1993年4月以降は土曜早朝へ放送時間が変更される等、変動が激しかった。さらに『魔法のプリンセス ミンキーモモ』（2代目）の様に放送時間が取れない等の事情により、放送回数を飛ばしていきなり最終回にしてしまう等、対応に問題があった。また夕方時間帯で放送時期は『アニメだいすき!』枠が割り込む時もあった。この時期に『電脳警察サイバーコップ』（これは特撮作品だが、ローカルセールス化後はこの時間帯で放送された。）・『昆虫物語 みなしごハッチ（リメイク版）』は木曜16時に、『超電動ロボ 鉄人28号FX』（これもローカルセールス化後の半年間はこの時間帯で放送された。）は金曜16時半にそれぞれ放送されたが、平日早朝に放送されたアニメは他にも・『戦え!超ロボット生命体 トランスフォーマーV』・『魔動王グランゾート』・『機動警察パトレイバー』・『魔神英雄伝ワタル2』・『からくり剣豪伝ムサシロード』（1991年春で途中打ち切り・その後、91年夏季に一部放送）・『新世紀GPXサイバーフォーミュラ』・『魔法のプリンセス ミンキーモモ』（2代目）・『ママは小学4年生』・『ミラクル☆ガールズ』（93年4月以後土曜早朝へ移動）・『レッドバロン（アニメ）』が挙げられる。また、『つる姫じゃ〜っ!』・『ちいさなおばけアッチ・コッチ・ソッチ』・『あしたへフリーキック』・『D・N・A2 〜何処かで失くしたあいつのアイツ〜』（同枠の最終作）は未ネットに終わった。キー局の『三井不動産アニメワールド』を始めとする土曜夕方アニメも『シートン動物記』は平日午前中へ移動後1990年春に終了マーク無しの打ち切りとなり、以後の『おちゃめなふたご クレア学院物語』・『わたしとわたし ふたりのロッテ』、三井不動産アニメワールドでは無くなったが、『フランダースの犬 ぼくのパトラッシュ』もそれぞれ未ネットに終わった。『それいけ!アンパンマン』はこの時期に金曜16時に始まり土曜日や日曜日の早朝に放送時間が変更されている。
自社及び日本テレビ制作の深夜アニメは、現在では月曜深夜の『MANPA』枠の中で放送している（前述の『無敵看板娘』もこの枠で放送されていた）。しかし、日本テレビ制作の作品は大幅な遅れネットを生じる事がある。
野球中継（および関連番組・コーナー）は読売新聞グループでありながら古くから阪神タイガースを応援するスタンスが目立つ。阪神応援テレビ番組の発端となったのは『週刊トラトラタイガース（現在は本局YouTubeチャンネル名として使われている）』であった。
『ズームイン!!朝!』では日本テレビ・読売テレビの両局の現場レベルの関係が良好だったため、初代司会者の徳光和夫が降板する際には、後任として当時読売テレビのアナウンサーで中継リポーターだった辛坊治郎を徳光や番組スタッフが推薦したものの、当時日本テレビ社長の高木盛久と当時読売テレビ社長の青山行雄がかなりの不仲だったために、「なんで読売テレビのアナウンサーにやらせんだ、うち（の日テレ）には福留がいるだろ!」と高木が一喝。辛坊起用案が立ち消えされて、福留功男が起用されることになった経緯がある。辛坊も「いや～、正直（自分では）ないな」と後年、この件について触れている。
『キユーピー3分クッキング』は、近畿広域圏では本局が日本テレビ制作のものを放送している。
また、独自番宣も日本テレビ制作のものと同一フォーマットのもの放送されることが他局に比べて多い。2016年春においては全国ネット番組のみならず、自社ローカル番組を含め「日テレ」の部分を「ytv」に差し替えたものを放送した。
基本的に平日早朝は自社制作（『朝生ワイド す・またん!』）を放送し、夕方は日本テレビのゴールデンタイム・プライムタイムの再放送枠（15:50 - 16:47）をそれぞれ放送するため、日本テレビのローカルセールス枠の番組は全くネットしていなかったが、2020年9月28日から2021年8月27日まで『Oha!4 NEWS LIVE 第2部』（5:20 - 5:50）を放送し、2021年1月4日から水曜日を除き『news every.・第1部』のフルネットを2025年3月27日まで放送した。
日曜には2022年4月3日より『シューイチ・第2部』の同時ネットを開始したためフルネットに進出した。
2025年夏には日本テレビと共同でお笑いコンテスト「ダブルインパクト〜漫才&コント 二刀流No.1決定戦〜」を開催する予定となっている。

## スタジオ
2代目社屋は、本局の開局30周年記念事業の一つとして1988年4月に完成した。その後段階的に社内の引っ越しやスタジオ稼動を行い同年8月1日に主調整室（マスター）も移転して、完全に2代目社屋での放送となった。
しかし、築30年が経過した2代目社屋は、読売テレビが制作する番組（大阪発）が増えたことで、就労者数がおよそ1800人と多くなったことと合わせ、会議室や出演者控室の不足、さらに空調設備や放送機材の更新時期も近づき、社屋の狭隘化が問題となってきた。
そこで、2014年8月28日の開局記念日に、大阪市中央区の大阪ビジネスパーク地区（OBP）へ新しい社屋を建設し移転すると発表。移転場所は南西へおよそ400メートルの大阪城の北東側にあるシアターBRAVA!跡地に移転し、そこへ新社屋を建てる。敷地面積は1万2487平方メートルで、2代目社屋の約1.5倍になる。延べ床面積も現社屋から25%から40%増えて、4万平方メートルから4万5000平方メートルを想定している。さらに、就労者数が増加しても対応することができるため、各所に分散している関連会社も集約できることになっている。
2016年10月に着工し、2019年1月31日に竣工した。2019年の読売テレビの開局記念日を過ぎた9月1日に全ての放送機能が移転して、新社屋からの放送を開始。5月末から収録番組などでスタジオ機能が先行して稼働している。
2024年には、新本社が日本建設業連合会が主催する第65回BCS賞を受賞した。先代の社屋は1989年に第30回BCS賞を受賞している。

### 本社
3代目（OBPでは2代目）社屋
- 第1スタジオ（5F 約240坪）…日本テレビ系列局の本社に置くスタジオ及び近畿圏の放送局では最大規模。『朝生ワイド す・またん!』『情報ライブ ミヤネ屋』- 両番組のセットを向かい合わせに配置する形で常設している。また、大型番組等のグランドスタジオとしての機能も有する。
- 第2スタジオ（5F）…『あさパラS』『土曜はダメよ！』『声〜あなたと読売テレビ〜』
- 第3スタジオ（5F 4K対応）…『大阪ほんわかテレビ』『上沼・高田のクギズケ!』『そこまで言って委員会NP』など。
- Nスタジオ（3F）…『かんさい情報ネットten.』で使用。
- 報道スタジオ…（3F）報道フロア内の顔出しブース。『ストレイトニュース』（ローカルパート）『news zero』（同）『news every.サタデー』（同）『真相報道 バンキシャ!』（同）『Going! Sports&News』（同）。また、『かんさい情報ネットten.』でも新型コロナウイルスの感染拡大が広がった2020年4月以降はこのブースがリモートスタジオとして使用されていて、サブキャスターがこの場所からのリモート出演に変更された。

### 東京都内
- 東京支社（東京都港区日本テレビタワー20階）

本社 - 東京支社間には常時使用可能な専用中継回線が引いてあり、ミニスタジオが『情報ライブ ミヤネ屋』『ウェークアップ』『かんさい情報ネットten.』などで使用されている。かつては、『朝からみのもんた』でも、使用していた。

### 過去に使用されていたスタジオ
2代目（OBP初代）社屋
- 第1スタジオ（HD/SD・2F・180坪）…『大阪ほんわかテレビ』『そこまで言って委員会NP』『ウェークアップ!ぷらす』
- 第2スタジオ（HD/SD・2F・100坪）…『朝生ワイド す・またん!』『あさパラ!』
- 第3スタジオ（HD/SD・2F・100坪）…『情報ライブ ミヤネ屋』
- ニューススタジオ（HD対応、75坪）…『かんさい情報ネットten.』

初代本社は汎用スタジオが2つ（報道用を含めると3つ）だった事から、2代目本社移転に際してはスタジオを新たに1つ増設。汎用スタジオは大型スタジオ1つ、中型スタジオ2つの計3つとなり、全体のスタジオ面積を拡大し大型化させた。なお、現本社移転時には1スタは初代本社1スタ、2スタは初代本社2スタからそれぞれ機材を移設して対応した。
- 多摩スタジオ（東京都八王子市、閉鎖）

1993年、本局における「東京での番組制作の拠点」を目指し、東京都八王子市の京王相模原線京王堀之内駅前に建設されたスタジオである。在阪局では関西テレビが東京メディアシティ内に設置したレモンスタジオに続いて2番目に開設した東京のテレビスタジオだった。
スタジオは2つあり、オープン時は第1スタジオ及び第1副調整室（サブ）のみに機材を整備し、この機材を第2スタジオと分けて運用されていた。この他にVTR編集室やMA室なども整備され、本局だけではなく東京地区での他局の番組収録にも使ってもらえる様な設備を目指していたとされる。当時は自社制作番組『即席!明るい改造計画』などの番組収録に使用されていた。『失楽園』（ドラマ編）も同スタジオで一部収録された。
しかし、都心部から距離が離れていた事や、タレントやスタッフの移動に時間的制約が掛かる事が一番のネックとなり、それによる稼働率の低さからスタジオ運営の採算が取れず、やむを得ず同所の売却を検討したが買い手がつかなかった。このため、2003年に建物を解体し更地状態にした上で売却した。現在は同所跡地にマンションが建設されている。
このスタジオで制作されていた番組については都内の貸しスタジオに分散され、閉鎖当時にこのスタジオで収録されていた番組は渋谷ビデオスタジオ（2007年9月閉鎖）や東京タワースタジオ（旧・東京タワー芝公園スタジオ、現・東京タワーメディアセンター）、東京メディアシティなどでの収録に切り替えられた。
なお、現在の東京での収録番組については下記の様になっている。
- 『秘密のケンミンSHOW』…東京メディアシティ内のTMC-A1スタジオ（テクノマックスが運営。スタジオ管理は開設時の運営元である国際放映が担当）
- 『ダウンタウンDX』…東京メディアシティ内のTBS砧スタジオ（緑山スタジオ・シティが運営）。

※このほか、『モクドラF』が首都圏内のスタジオ(作品により使用するスタジオが異なる)、『ワケあり!レッドゾーン』などが東京都内のスタジオで、『にけつッ!!』がヨシモト∞ホールで、『浜ちゃんが!』が東京都内のロケ中心で収録されている。
また、一部番組は日本テレビが運営する生田スタジオ（神奈川県川崎市多摩区）で収録されるケースもある。

## 情報カメラ設置ポイント
- 大阪府
  - 大阪市中央区城見（TWIN21） - カメラアングルによっては、大阪放送会館（NHK大阪放送局）が映り込むことがある。
  - 大阪駅
  - 新大阪駅（ステップイン新大阪東口）
  - 関西国際空港
  - 大阪国際空港
  - 吹田市（EXPOCITY）
  - 大阪港
- 兵庫県
  - 神戸市 ポートアイランド（ワールド本社ビル）
  - 神戸空港
  - 明石海峡大橋（淡路島・淡路サービスエリア）
- 京都府
  - 京都市中京区川端四条（カモガワビル）
  - 大山崎町（名神高速道路・大山崎JCT付近）
  - 舞鶴市（五老岳・五老スカイタワー）
  - 福知山市
- 滋賀県
  - 大津市（NHK大津放送局、びわ湖大津プリンスホテル、瀬田西IC）
  - 彦根市（名神高速道路・彦根IC、彦根トンネル付近）
- 奈良県
  - 奈良市
- 和歌山県
  - 白浜町

なお、大阪駅のカメラは、読売テレビニュースのYouTubeチャンネルで視聴できる。
他の在阪広域局は実質的なサービスエリアとなっている徳島県内にもカメラを設置しているが（ABCとMBSは徳島空港、関西テレビは徳島駅前）、読売テレビは同系列に徳島県唯一の民放テレビ局である四国放送があるため設置していない。

## アナウンサー
公式ホームページ上“チームYTVアナ”において所属アナウンサーの出身地や生年月日・血液型などの簡略なプロフィールを記載。

### 現在
※入社年度順

#### 男性
- 1985年 萩原章嘉（2022年11月の正社員定年後も嘱託扱いで在籍）
- 1991年 小澤昭博（編成局アナウンス部長）※情報スポーツ局のチーフプロデューサーや、よみうりテレビサービスのビジネスアドバイザーを兼務。
- 1996年 野村明大（報道局の解説委員を兼務）※2007年から報道局の記者、2013年7月から報道局のプロデューサーを兼務していた。
- 1998年 大田良平（報道局報道部の記者を兼務）※アナウンサーとして入社した後に、2013年の人事異動から報道部の記者職に専念。その後は報道部に在籍したまま、『かんさい情報ネットten.』のフィールドキャスターや『情報ライブ ミヤネ屋』のプロデューサーを務めていた。アナウンサー時代の上司だった三浦隆志と入れ替わる格好で、2022年6月1日から報道部記者との兼務扱いでアナウンス部へ復帰。
- 2008年 山本隆弥
- 2009年 立田恭三
- 2015年 平松翔馬　※妻は同僚アナウンサー（後輩）の中村秀香
- 2018年 西山耕平（報道部報道局のディレクターを兼務、元・長崎文化放送アナウンサーおよび記者）※放送以外の業種から長崎文化放送への中途採用、記者職での讀賣テレビ移籍を経て、2022年4月からアナウンス部に配属。
- 2020年 大野晃佳
- 2023年 渡邊幹也
- 2025年 藤岡宗我

#### 女性
- 2000年 森若佐紀子（2011年4月から2012年5月及び2015年7月から2017年3月まで産前産後休暇を2度取得）
- 2006年 虎谷温子（2016年までに産前産後休暇を2度取得）
- 2007年 吉田奈央（2016年12月から2018年8月まで及び2020年7月末から2022年10月末まで、産前産後休暇を2度取得）
- 2008年 林マオ（2013年4月から2014年5月まで産前産後休暇を取得）
- 2011年 中谷しのぶ
- 2015年 諸國沙代子
- 2016年 黒木千晶
- 2017年 中村秀香（2022年6月から2025年5月まで、産前産後休暇を取得）
- 2018年 澤口実歩[73]
- 2019年 佐藤佳奈
- 2022年 足立夏保
- 2023年 西尾桃
- 2025年 増田陽名、吉澤真彩

### 元職
〇はアナウンス部長経験者。●は故人。

#### 男性
- 1958年 
  - 生田博巳●（ - 1964年、読売テレビ開局時にNHKから移籍、退社後に大阪でアナウンサー養成学校の生田教室を主宰。 2000年12月死去）
  - 寄藤隆也（読売テレビ開局の第一声を行った）
- 1960年
  - 佐藤忠功
- 1964年
  - 下山英三〇●（京都放送から移籍。移籍後にアナウンス部長を務めた。2021年5月死去[74]）
  - 鎌田龍児〇（異動以後、東京支社制作局 ※映画版「YAWARA!」制作担当）
- 1965年
  - 川口泰之（ - 1969年、福井放送から移籍。退社後は福井テレビに移籍したのち、地元の石川県で活動[75]）
- 1967年
  - 岡俊太郎●（『テレトーク10』『ニュースワイド TODAY』等を担当、後に報道局長→総務局長を歴任。2025年5月24日死去）
- 1970年
  - 竹山祐一
- 1974年 
  - 岩田公雄（ - 1987年、以後、元NNNマニラ支局長 → 報道局解説委員、解説委員長。定年延長後、学習院大学法学部特別客員教授）
- 1977年
  - 羽川英樹（ - 1993年、山陽放送から移籍。退社後はフリーアナウンサーやタレントとして活動）
  - 一丁田修一（ - 1999年、日本短波放送から移籍）
- 1978年
  - 小城敏（元視聴者センター部部長）
- 1979年
  - 斎藤敬（常勤監査役、元：報道局長兼務[76]）
- 1980年
  - 辛坊治郎（ - 1997年、1997年 - 2010年9月まで報道局報道部チーフプロデューサー → 情報番組部長 → 解説委員、解説委員長。現・大阪綜合研究所代表）
  - 村田真哉（異動以後、宣伝局広報部 → スポーツ部ゴルフ担当 → 東京支社広報部 → 事業局 → 東京支社事業部 → 事業局 → コンテンツ → 元：編成局宣伝部長 → 読売テレビエンタープライズ東京支社 → 情報スポーツ部）
- 1981年 
  - 石黒新〇（ - 1998年3月、以後ワイズビジョン出向 → 報道局 → 編成局広報部部長補佐 → 編成局アナウンス部長（2004年から2007年） → 50年社史編纂事務局長 → 総務局総務部専門部長）
- 1983年 
  - 森たけし（森武史）〇（ - 2020年3月、定年退職以後、フリーアナウンサーに転身）
  - 牧野誠三（ - 2022年9月、2017年の定年後も嘱託契約で2022年まで勤務、アナウンサーとして入社したが、入社後に一時、アナウンス部から他の部署へ異動していた。2022年10月よりフリーアナウンサーに転身）
- 1984年 
  - 道浦俊彦（ - 2014年6月、2008年以後、報道局兼務副部長 → 専門部長）
- 1986年
  - 結城豊弘（ - 1995年、制作局部長待遇チーフプロデューサー兼報道局、元：編成局情報番組センター統括プロデューサー）
- 1988年 
  - 山本純也（ - 2005年10月、以後、営業局 → 総務局人事部）
  - 坂泰知（ - 2006年5月、以後、報道局チーフプロデューサー → 経営企画局）
- 1991年
  - 三浦隆志（ - 2022年、2022年6月以後、報道局チーフ・エキスパート）
- 1993年 
  - 尾山憲一（ - 2021年、2022年1月以後、営業局営業企画部）
- 2001年 
  - 清水健（ - 2017年、在職中に一般社団法人清水健基金を設立。退社後は基金の活動に専念）
- 2005年
  - 五十嵐竜馬（ - 2014年、2015年1月以後、報道局報道記者）
  - 本野大輔（ - 2020年、2021年1月以後、営業局営業部）
- 2017年
  - 岩原大起（ - 2024年6月以後、制作局ディレクター職、報道局報道部の記者を兼務）

#### 女性
- 1958年10月
  - 山田孝子（ラジオ関西から移籍）
- 1989年 
  - 植村なおみ（ - 2017年6月、2010年7月付以後、採用担当 → 編成局東京制作センター → 東京支社宣伝部副部長兼務、報道局、コンプライアンス推進室 → 2021年6月、退社以後、フリーアナウンサーへ転身）
- 1990年 
  - 脇浜紀子（ - 2015年6月、コンテンツビジネスセンター・コンテンツ事業部異動後、2016年末付けにて退社し、2017年4月から現・京都産業大学現代社会学部現代社会学科教授）
- 1992年
  - 村上順子（ - 2005年4月8日、結婚前までは旧姓の「徳山」名義で活動）
- 1995年
  - 中元綾子（ - 2005年2月、退局以後、広島ホームテレビ契約アナウンサー、小学校教諭を経て、広島県を拠点にフリーアナウンサーとして活動）
- 1999年
  - 横須賀ゆきの（2012年4月から報道局報道部記者兼務→報道局解説委員）
- 2003年 
  - 小林杏奈（ - 2014年6月、現・編成局宣伝部）
- 2006年 
  - 川田裕美（ - 2015年3月、退社以後、フリーアナウンサーへ転身）
- 2014年 
  - 増井なぎさ（増井渚）（ - 2016年3月、退社以後、フリーアナウンサーへ転身）
- 赤松智子

## 記者
- 河中可志子
- 嶋田麻里
- 田中麻美
- 波止荘子
- 中島舞子
- 橋本雅之　※2017年2月から大田と共に『かんさい情報ネットten.』のフィールドキャスターを兼務した後に、読売テレビが運営するNNNニューヨーク支局へ赴任中。
- 中村和可奈　※読売テレビへの入社前（武庫川女子大学在学中の2012年5月 - 2013年4月）にも、『おはよう朝日です』（当時の制作局は朝日放送）へ「トレンドリポーター」として出演。

## 放送技術概要・送信所・中継局等一覧

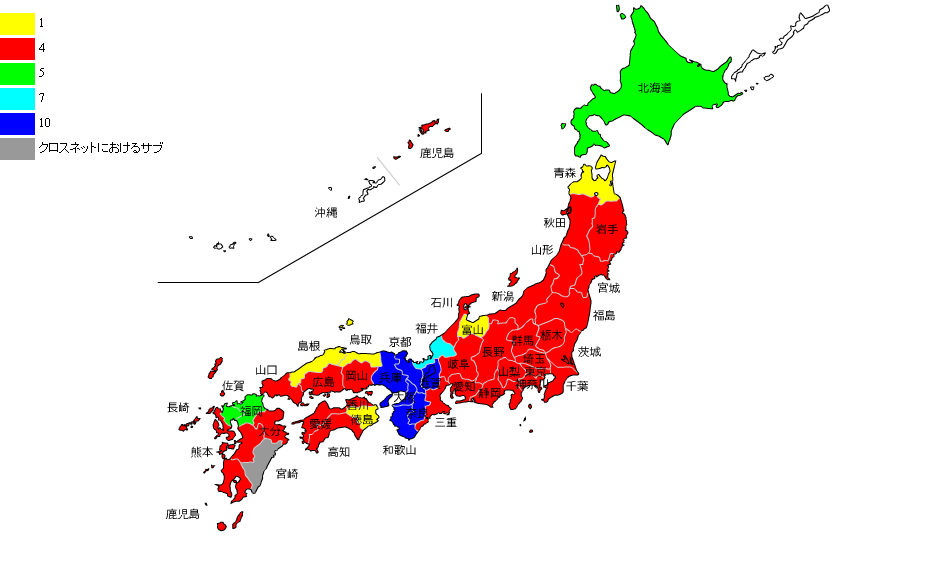
日本テレビ系列のリモコンキーID地図

### デジタル放送

#### リモコンキーID
- リモコンキーIDはアナログ親局のチャンネル番号を引き継ぎ「10」である。
  - アナログ親局が10chであった民放7局の中で唯一地上波デジタル放送でも「10」を採用した放送局である[注釈 44]。
  - キー局の日本テレビのリモコンキーIDは日本テレビのアナログ親局と同じ「4」で、NNN系列全30局中21局で使われる[注釈 45]。

#### 送信所
生駒山送信所
奈良県生駒市鬼取町662-1
- コールサイン - JOIX-DTV
  - コールサイン「JOIX」は、本局が開局した1958年8月28日から1967年10月31日まで、NHK旭川放送局ラジオ第2放送留萌中継局と重複割り当ての状態だった。
- コールネーム - よみうりデジタルテレビ
- 3桁 - 101・102・103。
- 物理 - 14ch（周波数 479.142857MHz）
- 空中線電力 - 3kW・実効輻射電力 - 30kW（放送区域内世帯数 約580万世帯）
- 地上デジタル放送の物理チャンネル14chはかつてNHK UHFテレビ実験局（大阪）が使用していた。
- 送信所施設はMBSテレビ（デジタル）と共同使用（デジタル放送開始以前は局単独の施設だったが、デジタル放送開始に伴いMBSテレビが相乗り）。

出典

##### 中継局
- 大阪府
  - 柏原 14ch
  - 岬深日 14ch
  - 中能勢 14ch
  - 西能勢 14ch
- 滋賀県
  - 大津 14ch
  - 彦根 14ch
  - 甲賀 14ch
  - 大津石山 19ch
  - 甲賀大原 32ch
  - 信楽 32ch
- 京都府
  - 京都（比叡山） 35ch
  - 福知山 14ch
  - 舞鶴 14ch
  - 宮津 14ch
  - 峰山 14ch
  - 亀岡 14ch
  - 中舞鶴 30ch
  - 野田川 30ch
  - 山科 22ch
- 兵庫県
  - 神戸 14ch
  - 姫路 14ch
  - 北淡垂水 14ch
  - 三木 14ch
  - 神戸兵庫 14ch
  - 西宮山口 14ch
  - 香住 14ch
  - 城崎 14ch
  - 龍野 14ch
  - 福崎 14ch
  - 西脇 14ch
  - 猪名川 30ch
  - 市島 20ch
  - 姫路西 14ch
  - 篠山 14ch
  - 氷上 14ch
  - 和田山 14ch
  - 八鹿 20ch
  - 日高 20ch
  - 山崎 32ch
  - 一宮安積 38ch
  - 神戸妙法寺 33ch
  - 赤穂 14ch
  - 相生 14ch
  - 川西けやき坂 14ch
  - 中町 23ch
  - 浜坂 36ch
  - 長田 33ch
  - 神崎 38ch
  - 相生若狭野 14ch
  - 佐用 38ch
  - 青垣 20ch
  - 南淡 14ch
- 奈良県
  - 栃原 35ch
  - 三郷立野 40ch
- 和歌山県
  - 和歌山 14ch
  - 紀ノ川 14ch
  - 海南 14ch
  - 御坊 14ch
  - 吉備 14ch
  - 有田 14ch
  - 橋本 34ch
  - 田辺北 14ch
  - 田辺 14ch
  - 南部川 34ch
  - 下津 14ch
  - 新宮 14ch
  - 串本町串本 14ch
  - 由良 35ch
  - 印南切目 35ch

### アナログ放送
2011年7月24日停波時点

#### 送信所
- コールサイン - JOIX-TV
- コールネーム - よみうりテレビ
- 映像 - 10kW、音声 - 2.5kW
- 生駒山送信所 10ch
  - 滋賀・京都北部・兵庫北部・兵庫西部・和歌山、山間部などを除き多くがこのチャンネルで受信。UHF中継局で受信される場合もチャンネルポジションを「10」に設定されることが多かった。

##### 中継局
- 大阪府
  - 柏原 60ch
  - 河内長野寺元 58ch
  - 河内長野天見 60ch
  - 泉南金熊寺 60ch
  - 岬深日 60ch
- 滋賀県
  - 大津 42ch
  - 彦根 62ch
- 京都府
  - 京都山科 60ch
  - 福知山 62ch
  - 舞鶴 61ch
  - 中舞鶴 41ch
  - 亀岡 39ch
  - 宮津 41ch
  - 峰山 42ch
  - 網野浜詰 42ch
- 兵庫県
  - 神戸 47ch
  - 相生 41ch
  - 山崎 41ch
  - 氷上 41ch
  - 香住 41ch
  - 佐用 41ch
  - 猪名川 41ch
  - 川西けやき坂 61ch
  - 姫路 62ch
  - 姫路西 41ch
  - 赤穂 62ch
  - 西脇 62ch
  - 城崎 62ch
  - 和田山 62ch
  - 北淡垂水 61ch
  - 三木 42ch
  - 龍野 42ch
- 奈良県
  - 栃原 39ch
  - 吉野 40ch
- 和歌山県
  - 和歌山 48ch
  - 紀ノ川 61ch
  - 橋本 31ch
  - 海南 62ch
  - 有田 41ch
  - 御坊 61ch
  - 由良 62ch
  - 田辺 62ch
  - 田辺北 29ch
  - 新宮 42ch
  - 串本 61ch

### チャンネル番号について
大阪地区のアナログテレビ放送の第10chである。既に開局していたOTV（現・朝日放送テレビ。6ch）、既に設立されていた大関西テレビ放送（現・関西テレビ放送。8ch。ただし、本局より3ヵ月後に開局）に続く大阪地区に割り当てられた民放3・4波目のチャンネルを巡り、NJB（現・MBSテレビ）、近畿教育文化テレビ及び関西教育文化放送との競願になり事態が硬直した際、NOTV側は兵庫県姫路地区のNHK向けに割り当てられていた第2chを大阪地区へ振り向けることを提案。これが通って、当時第4chで送信されていたNHK大阪放送局は第2chが割り当てられることになり、大阪地区は民放に2波、空いた第4chと第10chが準教育局として免許を与えられることになった。しかし教育専門局2社の処遇を巡り、当時郵政大臣であった田中角栄がMBSとNOTVにそれぞれ合併するよう示唆したのに対し、NOTVが断固拒否した。次いで教育2社が合併してMBSテレビとNOTVのいずれかと合併することとなり、押し付けあった挙句NOTVはキー局の日本テレビ放送網（東京）と同じ第4chを断念する代わりに単独開局の道を選び第10chを割り当てられ、MBSは若いチャンネルである第4chの獲得を条件に教育局と合併することを呑んだ。
1988年に開局30周年を記念して「10マーク」を正式導入した。過去にはチャンネル番号に因み阪急電鉄の十三駅に「ここは13（じゅうそう）テレビは10」の広告（すでに当時から10マークは存在していた）を掲示していたことがある。
また、地上デジタル放送におけるリモコンキーIDを在阪他局同様にアナログ放送のチャンネル番号を引き継ぎ「10」としたことで、前述の通りアナログ親局10chの民放で唯一「10」を採用しただけでなく、NNN/NNS系列のみならず4大系列で唯一2桁の番号を採用した局でもある。

## 区域外再放送
ケーブルテレビでは、区域外再放送が行われているが、在阪局の中では最も少ない局数に留まっている。これは在阪局で唯一、自局の放送対象地域（近畿広域圏）に隣接する全ての地域に同一系列局が存在するためで、各系列局の同意が得られていないことなどが影響している。
毎日放送・朝日放送テレビを区域外再放送している福井県では同一系列の福井放送（ただし日本テレビ系列メインのテレビ朝日系列とのクロスネット）がある為、本局の区域外再放送は行われていない一方、三重県伊賀地方では中京テレビ（前述）の地元でありながら奈良、大阪方面への流動が多い事情から在阪広域民放4局の区域外再放送が行われている。
香川県と岡山県での区域外再放送は2011年7月24日に終了した。
- 三重県
  - アドバンスコープ
  - 伊賀上野ケーブルテレビ（ICT）
  - ZTV（東紀州〈紀南〉地域のみ）
- 徳島県
  - ひのき（後述も参照、CUEtv）

### 徳島県内におけるケーブルテレビの再放送視聴エリアをめぐる裁判
徳島県では同県唯一の民放である四国放送が同一系列となっているが、アナログ放送時代は他の在阪広域局と同様に区域外再放送の対象となっていた。このため徳島県内のケーブルテレビ事業者各社はデジタル放送でも読売テレビの区域外再放送を行うため四国放送・読売テレビとも協議を行ってきたが不調に終わった。読売テレビはデジタル再放送の要望を取り下げる見返りとしてデジアナ変換での再放送を提案し、2015年3月まで12社で再放送が実施された。一方でひのきについて、2012年12月7日、日本テレビ放送網は大阪地方裁判所に対して、ひのきが同県北東部（松茂町、北島町、上板町）で行っている読売テレビ再放送の差し止めを求める仮処分の申し立てを行う（2013年5月30日に却下）。2013年7月23日総務大臣は、読売テレビに対し、松茂町、北島町での再放送に同意するよう裁定。ひのきは、同社サービスエリアである上板町での再放送を認めなかった部分について、総務大臣裁定の一部取り消しを求める行政訴訟を提起。2017年12月7日に東京高等裁判所は、総務大臣裁定の一部を無効とし、上板町においても再放送を認める判決を行った。2018年9月6日、最高裁判所は本件を上告審として受理しないことを決定、東京高裁判決が確定した。ひのきは同社のサービスエリア全体で読売テレビのデジタル放送同時再放送を行っている。

## ネット配信
- ドラマ、バラエティー番組の最新回の見逃し動画配信サービスとして『ytv MyDo!』がある。TVerへは2017年3月より番組供給を行なっており、またGYAO!へも番組供給を行っている。
- 最新回以外の過去放送分の配信サービスは『ytvオンデマンド』の名称であり、Hulu、U-NEXT、dTV、TSUTAYA TV、大阪チャンネル、TELASAといった各種配信サービスへの提供を行なっている。

## 関連会社
- 株式会社YTE（2024年5月に読売テレビエンタープライズから社名変更）
- 株式会社ytv Nextry（2011年2月、これまでの株式会社映像企画、株式会社よみうりテレビ映像、株式会社サウンドエフェクトの3社を統合して設立された）
- 株式会社よみうりテレビサービス
- 株式会社エイデック
- 株式会社デジタルウェーブ
- 株式会社センテンス
- 株式会社ytvメディアデザイン

出典

### 過去の関連会社
- 株式会社よみうり文化センター（千里中央駅前にあったよみうり文化センター再整備事業により2015年7月に解散）
- 株式会社ワイズビジョン（2015年4月1日に株式会社ytv Nextryに吸収合併）
- 株式会社放送事業社

## 映画製作
系列局キー局の日本テレビが製作幹事を担当する映画作品には当局のほか、前述のFYCS3局（中京テレビ・札幌テレビ・福岡放送）と宮城テレビ放送・静岡第一テレビ・広島テレビ放送が制作委員会として関与、エンドロールのクレジットに当局含めた前述の8局が各局ごとの数名のスタッフとともに名を連ねている作品が多い。
なお、作品によっては日本テレビが全く製作に関与せず、代わりに当局独自の製作サイドによる作品も存在する。

## 事件・事故

### 不祥事・トラブル
- 2004年2月13日 - 映画イベント「CINEMA DAISUKI 映画祭2003」に応募した当選者のメールアドレス150人分が流出した。メールアドレスのCCとBCCを誤って入力した事が原因だった。謝罪し、誤送信したメールを削除するようお願いした。
- 2005年9月22日 - 北海道知床で『寛平のアヘアヘ世界遺産の旅』（同年9月9日放送）のロケにおいて、騒いでいた読売テレビスタッフとお笑い芸人たちに男性観光客が口頭で注意。しかし、この男性観光客は読売テレビスタッフと参加していたお笑い芸人の村上ショージに口汚く反論された上に体を押さえつけられて一時監禁されたとして警察に通報した。駆けつけた警察署員の前でも読売テレビスタッフらの態度は変わらず、男性観光客は後日読売テレビへ抗議。当初は謝罪の意志を示さなかったが、再度警察に相談したところ、ようやく行き過ぎた言動に対して読売テレビと村上が男性に謝罪する事態となった[79]。
- 2007年6月17日 - この年4月22日に放送された討論バラエティ番組『たかじんのそこまで言って委員会』（『そこまで言って委員会NP』の前身）にて、当事者に取材せず、事実の確認をしない内容を放送したとして謝罪した。
- 2007年7月16日 - この日放送の『名探偵コナンスペシャル』にて視聴者クイズを出題したが、インターネットによる応募だった事と放送終了後30分を締め切りに設定したために応募者のアクセスが集中し、長時間に渡り読売テレビのサーバ自体が落ちるという羽目になった。これにより次週23日のクイズからは企画を「24時間タイムリミットクイズ」と変更し、クイズの締め切りを放送翌日午後8時までとした。
- 2007年12月12日 - 奈良県磯城郡田原本町の医師宅放火殺人の供述調書漏洩事件で、同年9月28日に調書の写しから京都大学医学研究科の教授の指紋が検出されたと報道したのは誤りだったとし、教授に謝罪文を提出した。教授は「大学のプロジェクトや生活に支障が出た」として本局に謝罪を求めていた。本局は、12月10日付で取締役報道局長や記者ら5人を処分したが、詳細は明らかにできないとしている。
- 2010年12月 - 同局の報道番組で、あいりん地区での向精神薬の売買などの貧困ビジネスの実態などを紹介する内容の特集が組まれた際、大阪市在住の男性が、この特集に匿名で取材協力したが、その直後に殺人未遂事件に遭った。この男性は、同局が音声加工などで身元を秘匿するなどの処置を十分に行っていなかったためだとして、同日に大阪地裁に慰謝料などを求める訴えを起こした[80]。その後2013年6月30日付で、同社が男性に慰謝料や解決金など計約6,300万円を支払うことで和解が成立した[81]。
- 2011年7月25日 - 同局は2007年から、給与を年俸制に変更し、さらに次長職を廃止するという新人事制度に移行した。さらに、次長職にある組合員らに対し、契約に署名するよう執拗に要求し、従わなかった7人を一般職に降格した。大阪府労働委員会は、この行為が不当労働行為に該当するとして、同局に対し2011年7月25日付で再発防止の誓約書を作成するよう命じた[82]。
- 2011年9月4日 - この日放送の『たかじんのそこまで言って委員会』で、子供からの質問に対し出演者が回答するコーナーにおいて、「東北の肉や野菜を食べるとどうなるか」との質問に対し、この日出演していた中部大学教授の武田邦彦が、岩手県一関市の放射線数値を示した上で、「食べると健康を害する」「今、東北で農作業はすべきでない」等と回答した。これに対し、一関市の勝部修市長は、「農家の感情を逆撫でする非常識発言である」などと主張し、武田に対し抗議の電子メールを送付する事態となった。読売テレビ側は「武田教授に批判的な意見も取り入れており、全体的に見れば内容に問題はない」と主張している[83] が、この発言の影響で、遅れネットで放送予定だった福岡放送はこの日の放送を中止した。
- 2017年1月13日 - 『クチコミ新発見!旅ぷら』のロケで京都市を訪れていた松本伊代と早見優が、JR山陰本線（嵯峨野線）の線路内に無断で入り込んで歩いていたとして、京都府警察は2人を書類送検[84]。これを受け同局は、同番組の放送予定を中止とした[85]。
- 2019年5月10日 - 『かんさい情報ネットten.』内のコーナー企画「迷ってナンボ!」のロケにおいて、お笑いタレントが性別を確認することを目的に一般人の胸元に触れる、身分証明書を提示させるなどして性別を確認するなど、人権上不適切な取材を行い、その内容を放送したことで、コメンテーターとして出演していた若一光司が生放送中に厳しく批判した[86]。一連の流れはTwitterなどで拡散され、問題が表面化した[86]。同年5月13日、事態を重く見た同社は謝罪文を公表するとともに、同社ホームページ上に謝罪文を掲載、同コーナーを休止することを発表した。
- 2020年6月5日 - 情報番組『朝生ワイド す・またん!』のニュースコーナーで兵庫県宝塚市で起こった殺人事件の容疑者として事件と無関係の男性の写真を使用した。写真は同日午前1時半 - 6時の日本テレビ制作のニュース番組でも使用された[87]。
- 2022年12月12日 - 番組スタッフが局内で定められたルールを逸脱し、『ベストヒット歌謡祭』の事前番組や『大阪ほんわかテレビ』などの映像素材が入った外付けハードディスク（HDD）を外部に持ち出し、紛失したとして謝罪した[88][89]。なお、このスタッフは同じ在阪局の関西テレビの番組製作にも携わっており、紛失したHDDに同局の番組素材も収録されていたことが判明したとして、同局も同月14日に謝罪している[90]。
- 2023年11月28日 - 同局の制作局に所属し、『カミオト夜』を担当していた読売テレビ社員が同番組を担当していた期間中、番組制作会社に対して、「追加演出費」名目で読売テレビに水増し請求させ、自身に現金で還流させていたことなどが判明したとして、同社員を同日付で懲戒解雇すると共に同番組を年内で一旦休止にすることを発表した[91][92][93]。その後、『音道楽√ (ROOT)』新しい音楽番組を開始したため、番組は事実上打ち切られた。
- 2025年5月15日 - 報道局の記者が、京都市の報道機関向けの広報資料を誤って第三者にメールで送信したことを発表・謝罪。カメラ担当のスタッフにメールで共有する際、誤ったアドレスに送っていた。また、カメラ担当スタッフのアドレスは使用が禁止されている私用のものだった。[94]

### 放送事故
- 1990年5月9日 - この日13時59分 - 15時03分まで、近畿広域圏（読売テレビの放送対象地域）に於いて本局の放送が64分間も中断する放送事故があった。原因は奈良県生駒山にある送信所のトラブルと見られ、送信所に技術スタッフが急行するまでの間画面は砂嵐（ザラザラ画面）だった。そのため近畿広域圏では14時からの自社制作の『2時のワイドショー』が見られず、15時からの日本テレビからのネット受けの『キャッチ』も冒頭の3分程削られる状態となった。これだけの放送中断は史上初であり、本局に約1,500件もの苦情が寄せられた。